# Лугоши, Бела
Бе́ла Фе́ренц Де́жё Бла́шко (венг. Blaskó Béla Ferenc Dezső; 20 октября 1882 — 16 августа 1956), более известный как Бе́ла Лу́гоши (венг. Lugosi Béla, англ. Bela Lugosi), американское произношение фамилии — Лугози — венгерский, германский и американский актёр театра, кино, телевидения и радио, чья карьера охватывала пять десятилетий. Мировую славу получил после исполнения роли графа Дракулы в одноимённом фильме 1931 года и Игоря в фильме «Сын Франкенштейна» (1939), а также ролям во многих других фильмах ужасов с 1931 по 1956 год.
Лугоши начал выступать на венгерской сцене в 1903 году. Сыграв приблизительно в 172 различных постановках, в родной Венгрии он был одним из самых известных и уважаемых театральных актёров, в 1917 году он перешёл к съёмкам в немых фильмах, сразу исполняя заглавные роли. После неудавшейся венгерской коммунистической революции 1919 года ему пришлось спешно эмигрировать в Германию из-за своей прежней социалистической деятельности. Он снялся в нескольких картинах в Веймарской Германии, включая фильм «Голова Януса» (1920), после чего в качестве моряка прибыл в Новый Орлеан на торговом судне, а затем отправился в Нью-Йорк.
К тому времени как он переехал в США, Лугоши уже был достаточно известным актёром в Европе. Сразу после эмиграции он начал играть в постановках на венгерском языке. Уже в 1922 году Лугоши начал усиленно учить английский язык и исполнять роли на английском. В 1927 году он появился в роли графа Дракулы в бродвейской адаптации романа Брэма Стокера. Позже Лугоши снялся в фильме «Дракула» (1931) режиссёра Тода Браунинга. В 1930-х годах Бела Лугоши занимал важную нишу в фильмах ужасов, но его слава «Дракулы» и тяжёлый венгерский акцент сильно ограничивали предлагаемые ему роли, и он безуспешно пытался в течение многих лет избежать этого типажа.
Он часто снимался в паре с Борисом Карлоффом. К разочарованию Лугоши, несмотря на своё членство в Американской гильдии киноактёров, он всё чаще ограничивался второстепенными ролями из-за неспособности более чётко говорить на английском языке. Студии продолжали нанимать его на работу главным образом для того, чтобы на афишах было его имя. В паре с Карлоффом он сыграл главные роли только в «Чёрном коте» (1934), «Вороне» (1935) и «Сыне Франкенштейна» (1939). Но даже в «Вороне» Карлофф получил более высокий гонорар, несмотря на то, что главная роль была у Лугоши. К этому времени Лугоши уже регулярно принимал лекарства от неврита седалищного нерва, что сделало его зависимым от морфина и метадона, которые ему прописывали врачи. Наркотическая зависимость актёра была известна продюсерам, и предложения в конечном итоге сократились, в результате чего Лугоши снялся в одном из худших фильмов всех времён — «План 9 из открытого космоса» (1959) Эдварда Вуда.
Лугоши был женат пять раз, от четвёртой жены, Лилиан у него родился один сын Бела Джордж, ставший адвокатом.

## Ранние годы
Дом и отец Белы Лугоши
Бела Ференц Дежё Блашко родился 20 октября 1882 года в городе Лугож в Австро-Венгрии (ныне — Лугож в Румынии) в семье Иштвана и Полы Войнич Блашко и был самым младшим из четырёх детей. Его родители поженились в 1858 году, причём отец был на десять лет старше матери. Имя Бела было взято в честь правителей Венгрии Белы I, Белы II, Белы III и Белы IV. Его предками были мадьярские фермеры, а впервые упоминание их фамилии было отмечено ещё в 1627 году. Когда родился Бела, семья Блашко жила в доме № 6 по улице Кирхенгассе (Церковная улица), расположенном на той стороне реки, где жили венгры и немцы, противоположную сторону населяли в основном румыны. Их дом находился рядом с церковью, поэтому часто попадал на различные открытки с видами церкви. Иштван первым нарушил семейную фермерскую традицию, сначала став пекарем, а позже банкиром — он был избран в совет директоров уже в 1879 году, а к 1892 году стал главным управляющим. Семья Блашко занимала почётное место в обществе и жила, как вспоминал позже одноклассник Лугоши, «нормальной буржуазной жизнью».
Бела рос в римско-католической семье. Учился сначала в обычной, а c 1893 года — в Венгерской государственной высшей гимназии. На первом и втором курсах он преуспевал только в музыке. В третьем и последнем классе он преуспел в музыке и религии. 11 сентября 1894 года умер отец Белы — вскоре после того, как потерял все семейные сбережения в результате неудачной финансовой сделки. Бела ещё учился в гимназии до конца 1895/1896 учебного года. Примерно через полтора года после смерти отца, когда Беле было 14 лет, он покинул дом и отправился в шахтёрский город Решица в 54 милях от дома. Позже Лугоши вспоминал, что прошёл это расстояние пешком. Чтобы свести концы с концами, он работал в шахтах, позже — клепальщиком и учеником машиниста, но уже примерно в это время он захотел сделать себе карьеру актёра. В 1897 году Бела по приглашению сестры отправился в Шабадку, к тому времени его сестра Вильма вышла замуж за профессора гимназии и перевезла в город их маму. Бела снова поступил в школу в 1898 году, но бросил её всего через четыре месяца. Что бы заработать на жизнь он устроился машинистом в железнодорожную ремонтную мастерскую. Благодаря помощи мужа сестры Бела получил работу помощника инженера. Позже он опять помог Беле с работой, директор маленького театра в городе предложил ему попробовать свои силы в хоре. «Они пытались давать мне маленькие роли в пьесах, но я был настолько необразованным, настолько глупым, что люди просто смеялись надо мной», — вспоминал позже Лугоши. Но любовь к театру только усилилась, тем более теперь у него имелся опыт, что заставило его написать письмо в Гильдию актёров в Будапеште.

## Карьера

### Первые роли в театре

#### 1900—1907 годы

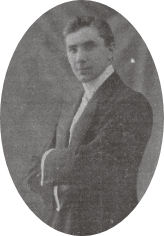
Лугоши, предположительно с выступления в Нови-Саде, Венгрия, 1902 году.

Точное время и место актёрского дебюта Лугоши постоянно вызывает путаницу и догадки, причём Лугоши и его биографы представляют противоречивые истории. По одной из версий Лугоши дебютировал в качестве баритона в хоре небольшого театра в Шабадке, а затем в 1900 году выступал в качестве дворецкого в другой театральной труппе, после чего переехал с ними в Сегед. Однако самое раннее документально подтверждённое появление Лугоши в Сегеде состоялось только в 1903 году, что согласуется с интервью, в котором он утверждал, что дебютировал в возрасте двадцати лет. Также доподлинно не известно в какой пьесе Лугоши сыграл впервые. Во времена своей молодости Лугоши часто выступал под псевдонимами, хотя обычно он сохранял своё имя Бела. Можно найти информацию, что он записывался именами «Геза» (венг. Géza) или «Дезсо» (венг. Dezső). А среди фамилий он использовал как свою Блашко, так и Лугоши в различных написаниях: Lugosi, Lugossi, Lugosy и Lugossy. В интервью 1947 года он вспоминал: «По [театральному] обычаю я был вынужден взять венгерскую фамилию. Моим родным городом был Лугож, поэтому я выбрал фамилию Лугоши, которая означает просто житель Лугожа».
В 1923 году Бела вспоминал, что в 16-летнем возрасте он заменил главного актёра в «Ромео и Джульетте», позже студия Universal повторила эту версию, но она вряд ли является правдивой. 1 сентября 1901 года в газете Budapesti Hirlap была опубликована заметка в которой говорилось, что в Будапеште прошли прослушивания новых актёров под эгидой Театральной гильдии. Театральный историк Бела Гарай родившийся и выросший в Шабадке, был современником Лугоши, он писал: «В конце сентября 1901 года один из рабочих большого железоделательного завода [расположенного в Шабадке] предстал перед начальником цеха и объявил, что на следующий день он уже не появится на работе, так как едет в Пешт на вступительный экзамен в Актёрское общество. Этим молодым слесарем был Бела Лугоши». Далее в заметке рассказывается, что Лугоши уже во время перерыва на экзаменах предложили контракт, который он сразу подписал. Через несколько дней он появился на сцене в качестве первокурсника из Театра Шабадки, в городке Калоча, где театр работал в летние месяцы.
Лугоши стал работать в труппе Лайоша Пести-Ихаша. Уже в первый день режиссёр спектакля Фригиш Ференчи назначил его на главную роль в комедии «Орлы». Позже он получил главную роль в «Сирано де Бержераке», а затем главную роль в «Вино», крестьянской пьесе Гезы Гардони. На зимний сезон он переехал из Калочи в Шабадку и открыл сезон в спектакле «Орлы», в сохранившихся рецензиях критиков Лугоши не упоминается, следовательно можно предположить, что он играл уже второстепенную роль. В течение сезона в Шабадке было поставлено более тридцати других спектаклей, во многих из которых Лугоши, вероятно, играл небольшие роли. В начале 1902 года Лугоши покинул труппу и начал выступать в различных региональных театрах. В основном он играл маленькие роли. Исключением стала главная роль второго плана — Марко Колонна в драме Метерлинка «Монна Ванна», сыгранная 4 марта 1903 года в городе Дева. А в мае того же года о Лугоши впервые упомянул профессиональный критик в рецензии на пьесу «Рука руку моет», где он сыграл барона Эберле.
В 1903 году Лугоши с труппой приехал в город Тимишоара, где остался на восемь месяцев. За это время он сыграл 123 разные роли. В этот раз он играл не только маленькие второстепенные роли, но и впервые ему начали давать серьёзные второстепенные и даже главные роли. Одна из его самых интересных ролей того времени была роль Гекко, слуги Свенгали, в пьесе «Трильби». Местная газета тогда написала: «Бела Лугоши в роли злобного приспешника Свенгали был совершенно завораживающим».
К началу мая 1904 года Лугоши покинул Тимишоару и отправился в Будапешт. С 1904 года по 1906 год точно не известно в каких театрах работал Лугоши и чем он вообще занимался. Есть вероятность, что он работал на какой то должности никак не связанной с театром. Возможно, в то время он мог посещать одну из актёрских школ Будапешта, на тот момент таких школ в городе было пять. В середине августа или начале сентября 1906 года Лугоши присоединился к труппе Белы Полгара на весь сезон 1906—1907 годов. Полгар начал свою театральную карьеру как актёр, а затем стал режиссёром и продюсером в ряде венгерских городов. Труппа Полгара много ездила по маленьким городкам, а Лугоши играл в основном главные роли и главные роли второго плана. Хотя приходилось исполнять и совсем маленькие второстепенные роли, но их становилось уже значительно меньше.
Летом 1907 года Лугоши снова отправился в Будапешт, чтобы пройти прослушивание в Национальную актёрскую ассоциацию Венгрии. Примерно 12 июня он сдал экзамены. Но вместо того, чтобы быть принятым на работу в Будапеште или присоединиться к другой труппе, 23 июня он продлил свой контракт с Белой Полгаром на дополнительный сезон. Труппа продолжала свои представления в городах Румынии и Венгрии. Самой важной ролью Лугоши в этот период стала одна из двух главных мужских ролей в пьесе Ференца Мольнара «Дьявол», премьера которой состоялась в Будапеште в апреле 1907 года. Труппа закончила 1907 год в Мукачево, оставаясь в городе до конца февраля 1908 года, в начале марта ненадолго выступила в городе Кишварда, а затем переехала в Шаторальяуйхей до 12 апреля и даже провела там благотворительный вечер для Национальной ассоциации сельских журналистов. В конце марта в городе произошёл серьёзный пожар. Местная газета похвалила Лугоши за его действия в качестве добровольного спасателя. Затем труппа выступала в Дьёндьёше и других городах в течение всего сезона. В 1908 году Лугоши покинул труппу Полгара.

#### Первый значительный успех в карьере (1908—первая половина 1910)

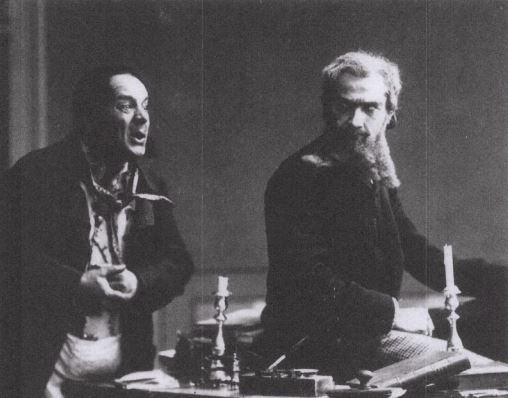
Бела Лугоши (справа) в пьесе «Огнепоклонник» (примерно 1908 год).

В октябре 1908 года Лугоши подписал контракт с Дьюлой Зилахи и начал выступать на сцене в Дебрецене. Именно в Дебрецене Лугоши впервые стал широко известен как актёр. У него значительно увеличилось число главных ролей, в частности он сыграл Антонио в шекспировском «Венецианском купце», Манфреда в «Манфреде» Байрона, Адама в «Трагедии человека» и роль Ромео в «Ромео и Джульетте». Благодаря этим и другим ролям Лугоши начал восприниматься романтическим героем, иногда трагическим романтическим героем. Первое документально зафиксированное выступление Лугоши в Дебрецене состоялось 6 октября 1908 года в роли Миклоша Зриньи в исторической драме венгерского драматурга Мора Йокаи «Мученики из Сигетбафа». В венгерском киножурнале Filmkultúra Анна Виола Сабо написала о игре Лугоши в Дебрецене: «Он предпочитал играть героя, чаще всего трагического и романтического; и, по мнению критиков, в таких ролях он действительно был на высоте, поскольку в комедиях нравов нет места эффектно проявленным, патетическим чувствам. Приятная болтовня о ерунде, присутствие на сцене в таких ситуациях не было для него вызовом; он исполнял эти роли без усилий. Он говорит так легко, как будто разговор — его профессия». Дебреценские театральные критики регулярно комментировали становление Лугоши как романтического героя. Наблюдая за ним в ряде ролей, один из критиков писал: «Он молодой актёр. Ему ещё не удалось показать весь характер и венгерскую мощь; его искусство ещё недостаточно зрело для этого. Он может достичь этого уровня только путём долгого обучения и погружения. Конечно, он обладает прекрасным [талантом] для героических ролей, а также фигурой, внешность и голосом». Следующей крупной ролью Лугоши стала главная роль в пьесе «Манфред» по поэме лорда Байрона. Критики называли его «умным и самоуверенным» актёром, отмечали его «необыкновенный талант» и «усердие» с которым он подошёл к роли. Следующей значительной ролью Лугоши стала главная роль Адама в «Трагедии человека» по произведению Имре Мадача. Дебрецен был не первым городом, где Лугоши играл в этой пьесе; однако предыдущие его роли в провинциях были второстепенными. Критики восприняли его исполнение не однозначно, кто-то отмечал неопытность актёра для столь сложной роли, другие же видели в актёре большой потенциал и пророчили ему большое будущее.
В начале 1909 года и в течение всего срока действия контракта с Дебреценом темп работы Лугоши ускорился. В первой половине сезона 1908—1909 годов Лугоши вышел на сцену семнадцать раз в девяти различных пьесах, в том числе в двух значительных главных ролях. Во второй половине сезона Лугоши выходил на сцену не менее шестидесяти девяти раз в шестидесяти пяти различных спектаклях. Ведущие роли в «Вильгельме Телле», «Ромео и Джульетта» и «Трагедии человека» уравновешивались всё большим числом важных ролей второго плана. Самой заметной, вероятно, была роль Экзаменатора в пьесе «Огнепоклонник», которая была представлена семь раз в Дебрецене, а затем той же труппой ещё пять раз в соседних городах. После Дебрецена труппа начала выступать в городе Ньиредьхаза, выступления начались 1 июня 1909 и продлились до конца июля. Далее труппа была в Сигете-Мармацие к 11 августа и оставалась там как минимум до 31 августа, после чего вернулась в Дебрецен для подготовки к следующему сезону, который открылся 29 сентября 1909 года. В своей первой постановке в сезоне 1909—1910 годов Лугоши сыграл главную мужскую роль в народной пьесе «Учительница», написанной Шандором Броди. Первое представление состоялось 29 сентября 1909 года. В течение второго сезона, с сентября по декабрь, Лугоши выходил на сцену не менее пятидесяти раз в семнадцати различных постановках. В период с января по май 1910 года Лугоши выходил на сцену не менее семидесяти четырёх раз в тридцати одной различной постановке. В течение этого периода критики всё чаще начали хвалить игру Лугоши и отмечать то, что актёр набирается опыта. После окончания второго сезона в Дебрецене Лугоши снова провёл летние месяцы в региональных театральных постановках. С 22 мая по 29 июня 1910 года он участвовал не менее чем в двадцати спектаклях в Ньиредьхазе и Сигете-Мармацие. В это время один критик высоко оценил его последнее выступление в спектакле «Трагедия человека»: «выступления Аранки Газди и Белы Лугоши были абсолютно выдающимися». Популярность Лугоши в провинции и его важные роли в Дебрецене значительно укрепили его репутацию. Если начало пребывания Лугоши в городе было отмечено неоднозначными отзывами, то к моменту его отъезда из Дебрецена критики почти единодушно хвалили его. В 1910 году Лугоши уехал из Дебрецена в Сегед, второй по величине город Венгрии. К тому времени он уже не был неизвестным провинциальным актёром второго плана, у него появилось уважение и хорошая репутация в театральной среде.

#### Расцвет театральной карьеры в Сегеде (вторая половина 1910—первая половина 1911)
Успех Лугоши на театральной сцене Венгрии начался в Дебрецене, но достиг своего пика в Сегеде в 1910 году. Сегед также стал местом, где женщины «боготворили его, как на сцене, так и вне её». Позже он вспоминал: «За годы моей работы в различных труппах были длинные цепочки любовных романов. Это не глупое хвастовство. Такова была жизнь молодого и похотливого актёра в провинции». Местные газеты сообщили о прибытии Лугоши в Сегед в августе 1910 года. В начале сентября на афишах появилось его имя. Продюсер Аранка Абрай, возглавившая театральную труппу после смерти своего мужа Лайоша Мако в конце 1908 года, заключила контракт с Лугоши примерно в середине января 1910 года. Премьера первой постановки с его участием «Ромео и Джульетта» была 2 сентября 1910 года. Критики отозвались о его игре сдержанно, но отмечали потенциал молодого актёра. Неделю спустя он исполнил роль Яноша в пьесе Ференца Мольнара «Дьявол». Редактор местной газеты позже вспоминал, что этот спектакль «был настоящим провалом, который привел к мировой славе»: «…он сильно нервничал перед премьерой. В пьесе он играл художника, но в первый вечер всё пошло не так хорошо. Когда он вышел на сцену во время первой сцены, он случайно споткнулся о кусок трубы и упал в самый центр сцены. Он опрокинул мольберт, и краски забрызгали весь его плащ. Любой другой актёр сбежал бы из города, но только не Бела. Он просто взял себя в руки и произнес свою вступительную фразу. Зрителям так понравилась его смелость и игра, что он стал одним из самых популярных актёров в Сегеде». Далее Лугоши играл в пьесе «Что знает каждая женщина», как и с предыдущими двумя критики заостряли внимание не том, что Лугоши иногда слишком быстро произносит свой текст. В течение сезона 1910—1911 годов Лугоши выходил на сцену не менее 163 раз в самых разных спектаклях. Он стал ведущим и самым популярным актёром Сегеда. Теперь он больше не исполнял небольшие роли и эпизодические роли, его репертуар состоял из ведущих ролей и важных ролей второго плана.
Весной 1911 года Лугоши исполнил главную роль в спектакле «Медик». Труппа также неоднократно использовала певческий голос Лугоши, задействовав его по меньшей мере в тринадцати опереттах и народных музыкальных пьесах. В одной из популярных оперетт «Оранжевый цветок», Лугоши пел в романтическом дуэте с актрисой Рожи Фелё. Местное театральное издание Szinhdzi Ujsdg еженедельно проводило «опрос популярности» среди читателей. За всё время своего пребывания в Сегеде, Лугоши ни разу не опускался в этом опросе ниже первого места. В марте 1911 года Имре Тот, директор Национального театра Будапешта пригласил Лугоши выступать в Национальном театре и тот согласился. Он сыграл свою последнюю роль в Сегеде 20 и 21 мая 1911 года. Лугоши исполнил роль Макса в постановке «Анатоль».

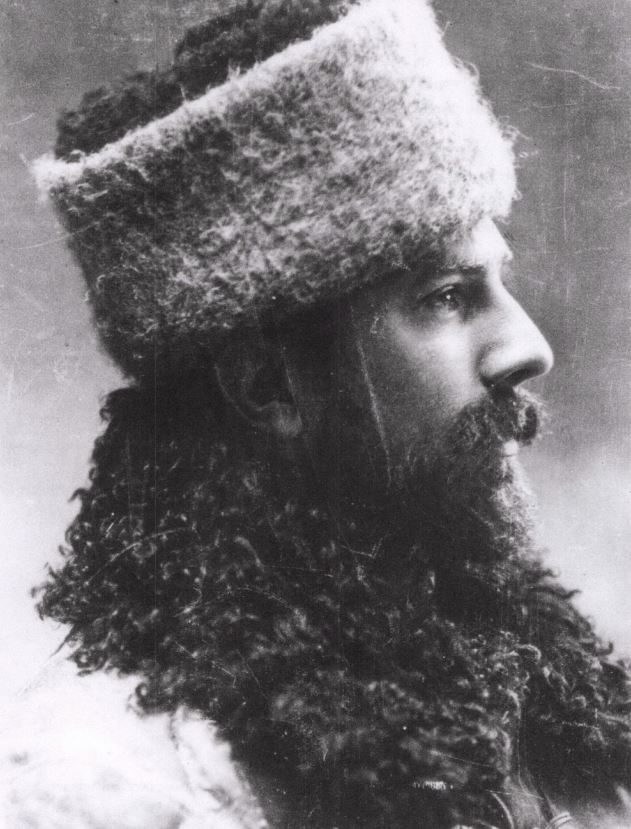
Бела Лугоши в роли Вронского в постановке «Анна Каренина». Вторая половина 1911 года.

Прежде чем отправиться в столицу, у Лугоши было ещё одно обязательство после отъезда из Сегеда. 22 мая 1911 года он начал летние театральные гастроли в Дьюле в театральном кружке Ференца Эркеля. В течение пяти недель он сыграл по меньшей мере в двадцати пьесах, многие из которых повторяли его сегедский сезон.

#### Работа в театре Будапешта (вторая половина 1911—первая половина 1914)
15 августа 1911 года газета Pesti Naplo сообщила, что Лугоши подписал контракт с венгерским театром Magyar Színház в Будапеште, который был основан Сиди Ракоши и управлялся её сыном Ласло Беоти. Беоти сразу поставил Лугоши на главную роль для своего дебюта в Будапеште, поручив ему роль графа Вронского в «Анне Карениной». С момента премьеры 3 сентября 1911 года до последнего представления 29 сентября 1912 года театр поставил пьесу с Лугоши не менее 21 раза. В спектакле также участвовал будущий кинорежиссёр Майкл Кёртис.
Лугоши также сыграл главную роль эрцгерцога в постановке «Жёлтая лилия» 25 ноября 1911 года. В течение осени 1912 года Лугоши появился в этом спектакле одиннадцать раз. Самым большим успехом Лугоши в тот первый сезон в Будапеште, возможно, стала главная мужская роль Реджинальда Фэйрфакса в оперетте «Гейша», она была поставлена не менее 67 раз. За все время выступлений в сезоне 1911—1912 годов в театре Magyar Színház Лугоши ни разу не сыграл менее чем главную роль второго плана. Но затем произошло нечто странное. Сценическая карьера Лугоши, похоже, застопорилась после его выступления 29 сентября 1912 года в «Анне Карениной». В течение оставшихся месяцев до конца 1912 года нет данных о том, что бы Лугоши где-то играл заметную роль. Сам Лугоши рассказывал о своём пребывании в Будапеште: «В один день я играл Гамлета, а в другой — слугу с тремя репликами». Композитор Габриэль фон Вайдич, покинувший Будапешт примерно в 1912 году, вспоминал, что видел Лугоши в каком-то спектакле в качестве «статиста, несущего копье».
21 декабря 1912 года Лугоши исполнил роль Иисуса в постановке «Страсти». Специально для этой постановки помещение театра было перестроено, также были сделаны специальные машины для световых эффектов, актёрский состав состоял из 43 ролей и 110 дополнительных статистов. У постановки было полное оркестровое сопровождение. Спектакль с Лугоши стал безоговорочным триумфом зимой 1912—1913 годов, будучи поставленным 31 раз. Один критик заявил: «Самый большой и заслуженный успех выпал на долю Белы Лугоши, сыгравшего роль Иисуса».
В первой половине 1913 года, помимо «Страстей» Лугоши сыграл ещё как минимум в 21 спектакле. Десять ролей были второстепенными, а семь — средними ролями второго плана. Только две — майора Кадиса в «Золотом человеке» и Гилберта Риверса в «Приёмном отце» можно считать крупными ролями второго плана. Нет достаточной информации, чтобы определить размер его ролей в оставшихся двух пьесах. Насколько можно судить, в них не было главных ролей. После летнего перерыва и в течение всего 1913 года Лугоши участвовал по меньшей мере в двенадцати спектаклях. Только в двух из них он играл главные роли — Малакова в «Танце дураков» и Люсьена де Мере в «Атташе посла». Остальные были небольшими ролями второго плана. С января 1914 года до конца сезона в середине июня Лугоши участвовал по меньшей мере в тридцати спектаклях, теперь главных ролей было значительно больше. В конце сезона 1913—1914 годов Национальный театр, где тогда работал Лугоши повысил зарплату нескольким избранным актёрам. Лугоши был одним из них, его зарплата увеличилась с 1 000 до 1 600 крон в месяц.

#### Участие в первой мировой войне (1914—1916)

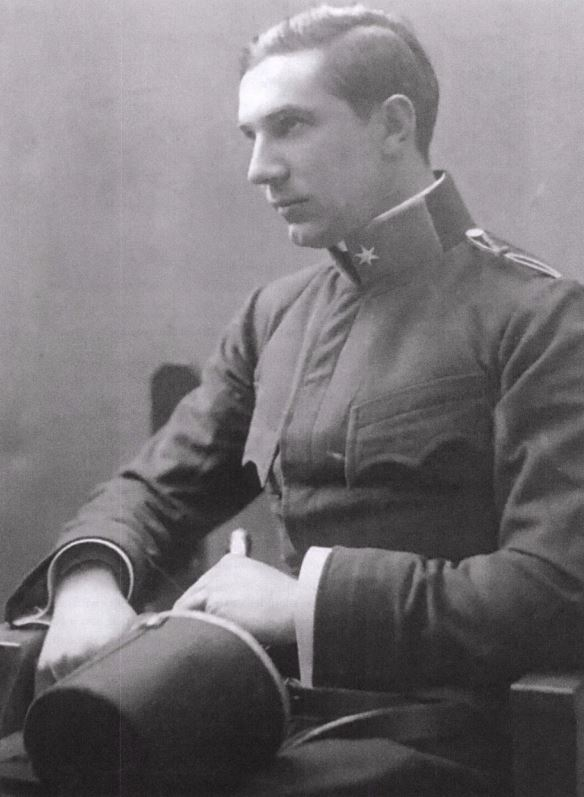
Лугоши в офицерской форме.

Через две недели после начала Первой мировой войны Лугоши поступил добровольцем на службу в венгерские вооруженные силы. 15 августа 1914 года газета Pesti Naplo сообщила, что он стал вторым лейтенантом сорок третьего королевского венгерского пехотного полка австро-венгерской армии. На данный момент он больше не был актёром. Будучи членом Национального театра он был освобождён от военной службы. Пойти на службу было его личным решением, вероятно это был патриотизм и чувство долга. Но существует версия, что он мог быть подтолкнут к тому, чтобы добровольно пойти на службу из-за женщины. Якобы он встретил девушку в которую сильно влюбился, журналисты приписывали ему фразу: «Только тот факт, что началась война, мог спасти мой разум».

Австро-Венгрия была плохо подготовлена в военном отношении. Как отметил историк Брайан Картледж: «Последовательные поражения от недооцененных сербов и катастрофическая кампания против русских в Галиции быстро показали народам монархии суровые реалии современной войны. Из всех воюющих сторон Австро-Венгрия была наименее хорошо подготовлена к войне». Лугоши и его однополчане были направлены в Галицию, регион, который сегодня находится на границе Польши и Украины. Их кампания была катастрофической. Целью было «начать наступательную атаку на Польшу, контролируемую русскими. Такой план привёл к гибели значительного количества людей в венгерской армии», причём почти две трети из 100-тысячного боевого состава были убиты. Позже Лугоши оказался «переведён в лыжный патруль и отправлен на зимнюю войну в Карпаты». Лугоши был ранен по меньшей мере дважды: в плечо и в бедро, а также один раз получил общие ранения головы и тела в результате обстрелов и взрывов. Позже ему присвоили звание капитана пехоты. В 1936 году в одной из статей также сообщалось, что он был отравлен газом. В 1941 году, Лугоши утверждал, что «пуля прошла сквозь моё тело и оставила меня в живых». Он также вспоминал, что видел, как его «друг попал под град пулемётного огня. Я [видел], как его тело обмякло, внезапно превратившись из живого в мёртвое».
Мы защищали лес от русских. Все мы прятались под огромными деревьями, каждый человек под своим деревом. Один молодой офицер по неосторожности немного вышел из укрытия, и пуля попала ему в грудь. Я забыл, что русские вели огонь из пулеметов со своей линии. Не будучи самоотверженным человеком, в один момент я проявил самоотверженность... Я подбежал к нему и оказал первую помощь. Я вернулся к своему дереву и обнаружил, что оно разлетелось на тяжелые, раздробленные куски. У меня началась истерика. Я плакал там, на лесной опушке, как ребенок... не от страха, даже не от облегчения... от благодарности за то, что Бог отплатил мне за доброе сердце!
— воспоминание Лугоши о войне
Находясь на лечении в военном госпитале, Лугоши убедил врачей, что он психически неуравновешен, и таким образом добился освобождения от службы. Позже он говорил, что Первая мировая война была временем, «когда венгры ненавидели своего давнего врага Германию и отказались сражаться на Западном фронте против Америки и Англии». Венгерский актёр Виктор Варкони так описывал то время в своей автобиографии: «Венгры внезапно были призваны на службу, чтобы сражаться вместе с немцами. Никто из нас этого не понимал… мы, по большому счету, их недолюбливали, идти и убивать людей, которых мы никогда не знали и ничего против них не имели. Эти новые враги были русскими, славянами и, по крайней мере, ближе к нам по кровному родству, чем немцы. И всё же мы должны были это сделать».
Биографы иногда называют март или апрель 1916 года в качестве даты освобождения Лугоши от военной службы. В статье об актёрах, служивших в армии, издание Pesti Naplo от 25 марта 1916 года намекало на то, что Лугоши уже некоторое время не служит. В тот же день Pesti Hirlap подтвердила длительный отпуск Лугоши по болезни и его предстоящее возвращение в Национальный театр 1 апреля.
Война оставила его с поврежденными нервами в ноге, что, в свою очередь, привело к радикулиту и, в конечном счёте, к наркотической зависимости, вызванной медицинскими препаратами.

#### Возвращение в Национальный театр Будапешта (1916—1919)

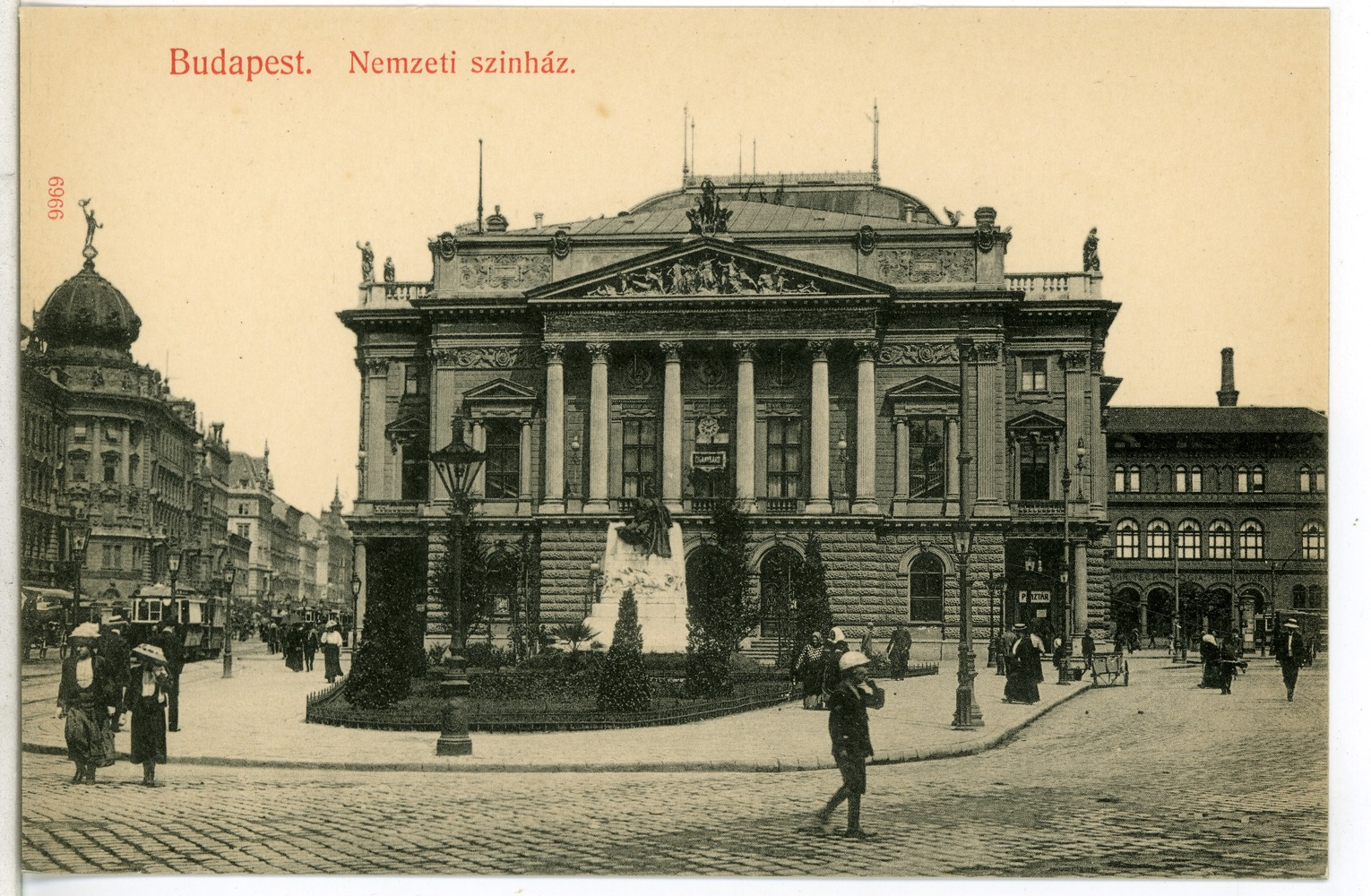
Национальный театр Будапешта, примерно в то время, когда в нём выступал Бела Лугоши. Фото 1908 года.

1 апреля 1916 года Бела Лугоши вернулся в Национальный театр. В период с 1916 по 1919 ему давали значительное количество небольших ролей второго плана. Если ему удавалось сыграть более крупные роли, то как правило, он заслуживал похвалу будапештских критиков. 19 октября 1916 года он сыграл Де Монтегре в постановке «Друг женщин», а в 1917 году повторил эту роль несколько раз. У него также была главная роль второго плана в пьесе «Мария Магдалена», премьера которой состоялась 19 мая 1917 года. Позже в том же году он сыграл главную роль в пьесе «Одинокий король Ласло».
В 1918 году Лугоши продолжал демонстрировать определённый прогресс. Он сыграл важную роль второго плана, Кадиса в постановке «Золотой человек», премьера которой состоялась 3 января. 7 апреля он сыграл Армана Дюваля в «Даме с камелиями», роли, хорошо знакомой ему ещё по региональным театрам. Один из критиков в своей рецензии написал: «Лугоши отлично справился с трудной задачей. Его игра была мощной, мужественной, дисциплинированной и тонкой в драматических моментах, а главное — интересной». В мае 1918 года Лугоши сыграл заметную роль в комедии «Греческий огонь». Критики писали, что успех спектакля должен быть поровну разделен между автором и исполнителями. Прежде всего, Аранка Варади и Бела Лугоши, которые сыграли влюблённых в естественной и непринужденной манере, а их игра была «хорошо сбалансирована». Пребывание Лугоши в Национальном театре стало важной составляющей его венгерской карьеры. Хотя в действительности он и не сыграл такого количества главных ролей, как в Дебрецене или Сегеде. В Национальном театре существовала система «старшенства», которая означала, что ни один актёр, каким бы популярным он ни был, не мог регулярно играть главные роли, если он не был одним из самых долгоработающих членов труппы.
Хотя Лугоши продолжал активно работать в Национальном театре вплоть до своего отъезда из Венгрии в июне 1919 года, количество его появлений на сцене, будь то роли второго плана или главные роли, заметно сократилось. Причин тому было две. Во-первых, Лугоши всё активнее участвовал в политике профсоюзов, которая в конечном итоге привела его в политику национального масштаба. А затем — его работа в быстро растущей венгерской киноиндустрии. Лугоши не только пытался восстановить свою карьеру после службы в армии, но и попытался построить часть её заново.

### Начало карьеры в кино. Немое кино

#### Star Film Company и The Phönix Film Company (1917—1918)
Альфред Деэши начал свою карьеру как актёр в сельских театральных труппах. Оказавшись в Будапеште, он сыграл в нескольких пьесах и фильмах, после чего занялся исключительно режиссурой. Лугоши знал его ещё по совместной работе в Дебрецене; именно Деэши убедил Лугоши попробовать себя в кино. Некоторые театральные актёры того времени смотрели на кино свысока, но медленный темп продвижения Лугоши в Национальном театре вполне мог убедить его прислушаться к совету Деэши в 1917 году. В 1917 и 1918 годах Лугоши снялся по меньшей мере в восьми венгерских немых фильмах, а также в одном короткометражном.

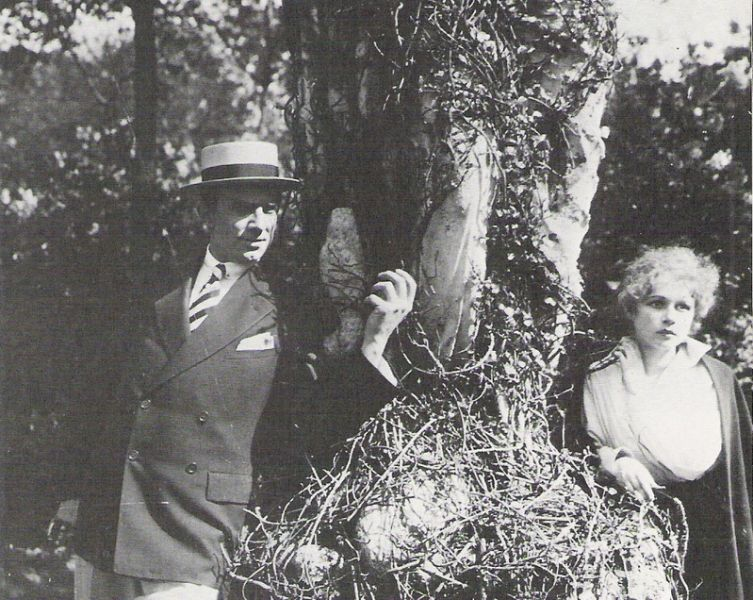
Кадр из фильма «Борьба за существование» (1918).

Большая часть ролей Лугоши в венгрии была сыграна для студии Star Film Company. Это была крупная студия, расположенная на окраине Будапешта, она включала в себя десять крупных зданий. Представители компании заявляли, что не берут на роли актёров театра из-за того, что они обучались другому стилю игры. Это может быть одной из причин того, почему Star Film всегда указывал Лугоши под псевдонимом Аристид Ольт (венг. Arisztid Olt, иногда венг. Aristid Olt). Первым известным фильмом в котором сыграл Лугоши является «Леони Лео» (1917). Фильм был снят по роману Жорж Санд «Леоне Леони» и Лугоши играл главную роль, мошенника Леоне. Далее последовала экранизация романа Оскара Уальда «Портерт Дориана Грея» «Король жизни» (1917), где Лугоши исполнил роль второго плана. После этого он снялся в фильме «Бал-маскарад» (1917), в основу которого легла одноимённая опера. Затем он исполнил главную роль скрипача Пауля Бертрама в четырёхактном фильме Деэши «Свадебная песня» (1918). Деэши также снял Лугоши в главной мужской роли в фильме «Весенняя буря» (1918). Последним полнометражным фильмом с участием Лугоши в Star Film Company стал «Борьба за существование» (1918). Наряду с художественными фильмами, Лугоши также снялся в двухсерийной короткометражке студии Star Film «Коллекционер древностей» (1918).
Далее Лугоши сотрудничал с венгерской кинокомпанией The Phönix Film Company. Phönix была известна тем, что в качестве главной основы для своих фильмов использовала адаптации венгерских, романов, однако иногда она снимала и по оригинальным сценариям. Компания Phönix оставалась успешной до окончания Первой мировой войны, но затем медленно пошла на спад, прекратив производство полнометражных фильмов, она закрылась 30 ноября 1926 года. В то время, когда Лугоши стал сотрудничать с ними, Михай Кертес был, как отметил киновед Алан К. Роде, «исполнительным продюсером с художественным контролем над всеми постановками». Лугоши снялся в двух фильмах для Phönix, режиссёром которых был Кертес. Первым фильмом был «Полковник» (1918), основанный на одноимённой трёхактной сценической комедии Ференца Херцега. Лугоши сыграл главную роль, и этот фильм стал последним из его венгерских фильмов, вышедших на экраны. Второй работой Лугоши для студии, стала роль в фильме «99» (1918). Но хоть «99» и был снят вторым по счёту, в прокат он вышел раньше «Полковника». Во время съёмок в кино, Лугоши продолжал играть в театре, тем самым повышая свою популярность как в театре, так и в кино.

#### Бегство из Венгрии (1919)
17 марта 1919 года Лугоши возглавил Национальный профсоюз актёров. Несмотря на всё более активное участие в политике, он продолжал активно выступать в Национальном театре. В период со 2 января по 28 марта 1919 года он выходил на сцену не менее двадцати раз в шести различных пьесах. Март стал последним месяцем когда Лугоши выступал на венгерской сцене. Прекращение его выступлений на сцене в марте 1919 года не было случайным, он специально взял отпуск от актёрской работы, что бы плотно сосредоточиться на работе в профсоюзе.
В скором времени после того как в результате революции в марте 1919 года к власти пришёл Бела Кун, стало ясно, что он не способен управлять страной, а у его правительства большие проблемы. Актёр Виктор Варкони вспоминал: «Белая армия осадила Будапешт, [и] приготовилась свергнуть коммунистов раз и навсегда. Коммунисты не хотели уходить». Части двух армий сражались за удержание Будапешта. «Бои продолжались несколько дней. В один день улицу занимали красные, в другой — белая армия», — говорил Виркони. В итоге Бела Кун бежал из страны. Тех, кто поддерживал правительство Куна, особенно тех, кто служил в нём, немедленно подвергали тюремному заключению или даже смерти. Лугоши был вынужден бежать из страны в Вену, в одном из интервью он говорил, что покинул Венгрию «внезапно», чтобы «избежать расстрела или повешения». Внучка первой жены Лугоши Илоны Шмик Ноэми Сали говорила, что он «искренне боялся за свою жизнь». Она рассказывала, что её бабушке и Лугоши помогли пересечь границу контрабандисты, они провезли их через озеро Нойзидлер-Зе. По рассказу другого человека, семья Лугоши спрятались под кучей соломы в повозке, которая доставила их к взлетающему самолёту, как раз вовремя, чтобы избежать поимки. Какая бы из историй не была правдивой, это произошло уже после падения режима Куна 1 августа 1919 года. Нет никаких документальных подтверждений о том, что Лугоши играл в сцене в Австрии, но в интервью 1935 года он сам об этом рассказывал. Из Австрии Лугоши переехал в Германию, в сентябре 1919 года он прибыл в Берлин. В 1926 году Венгрия объявила всеобщую амнистию всем изгнанным гражданам. Таким образом, Лугоши больше не подлежал аресту в Венгрии.

#### Съёмки в Германии (1919—1920)
В новой для себя стране Лугоши быстро нашёл работу в кино, этому поспособствовало то, что венгерские фильмы в которых он снимался, как раз недавно начали показывать в Германии. Немецкий язык он знал с детства. Компания Eichberg-Film, возглавляемая режиссёром Рихардом Айхбергом, выпускала фильмы с участием Ли Пэрри (жены Айхберга), Виолетты Напьерской и Бруно Декарли. Но Декарли в середине 1919 года основал свою собственную компанию Decarli-Film Limited, таким образом Айхбергу требовался новый актёр и это место занял Бела Лугоши. Первым фильмом Лугоши для Айхберга был «Гипноз: Раб чужой воли» (1920). В нём он исполнил роль злого гипнотизёра профессора Морса. Следующим фильмом в котором снялся Лугоши для Айхберта стал «Танец на вулкане» (1920), который вышел в двух частях. Третьим фильмом была «приключенческая история», написанная Уильямом Меркелем и Артуром Тойбером, под названием «Проклятие человечества» (1920). Фильм так же как и предыдущий вышел в двух частях. Позже Лугоши снялся ещё в одном фильме для Айхберга — «Её величество танцовщица» (1922). Но перед этим он сыграл в фильме «Всё сущее — пламенное страдание» (1920) компании Emelka, четырёхсерийной драме по рассказу Густава Майринка. В том же году он сыграл в фильме «Женщина в дельфине».
В 1920 году Бела Лугоши исполнил свою самую незначительную роль за всё время работы в Германии, но зато в самом важном фильме этого периода. Этим фильмом был «Голова Януса», очередная вариация на тему повести Стивенсона «Странная история Доктора Джекилла и мистера Хайда» Фридриха Вильгельма Мурнау, в наше время считающегося одним из важнейших немецких режиссёров 1920-х годов. Фильм выходил в прокат в СССР. Для Лугоши этот фильм стал первым, который можно причислить к жанру ужасов, который впоследствии станет ключевым в его карьере.

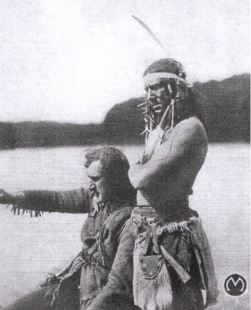
Кадр из фильма «Кожаный Чулок» (1920), Бела Лугоши в роли Чингачгука (справа).

Далее в течение 1920 года Лугоши снялся ещё как минимум в семи фильмах для трёх различных компаний, сюжеты которых варьировались от детективов и приключений до вестернов, основанных на литературе Джеймса Фенимора Купера. Он играл арабов и американцев, героев и злодеев, ковбоев и индейцев. Он снялся по меньшей мере в двух фильмах для студии Dua-Film, съёмки которых проходили весной или в начале лета 1920 года. Первым фильмом был «Рабовладелец Канзас-Сити» (1920), где Лугоши исполнил роль неуловимого преступника. Вторым «Нат Пинкертон в бою» (1920), где он также сыграл главаря банды.
Далее для студии Ustad-Film Лугоши точно снялся как минимум в двух приключенческих фильмах по произведениям Карла Мая, первым вышел фильм «На развалинах рая» (1920), где роль Лугоши была совсем незначительной. Следующим фильмом был «Караван смерти» (1920), далее последовал «Поклонники дьявола» (1920). Далее Лугоши начал работать со старейшей и самой престижной на то время немецкой компанией Luna-Film. Фильм назывался «Кожаный Чулок» (1920), это была экранизация произведения «Зверобой» Джеймса Фенимора Купера, Лугоши исполнил в фильме роль Чингачгука. Этот фильм был самым разрекламированным и возможно самым популярным фильмом в фильмографии Лугоши на то время, но к моменту выхода фильма на экраны он уже покинул Германию. Неизвестно почему Лугоши выбрал именно это время для эмиграции, ведь тогда он был уже достаточно известным актёром, а одно из изданий даже писало: «Известный киноактёр Бела Лугоши согласился на главную роль в фильме „Поклонники дьявола“… прежде чем он посвятит себя основанию собственной кинопроизводственной компании». Компания основана так и не была. В 1920 году Эрнст Клейн объявил, что в августе 1920 года Лугоши начнёт сниматься в пятисерийном вестерне «Серебряная шахта», но эти съёмки так и не были начаты. В одном из журналов 1932 года утверждалось, что в 1920 году Лугоши играл «на берлинской сцене», но фактических подтверждений этой информации нет, хотя биографы и не исключают такую возможность. Возможно на его переезд из Германии повлияли личные переживания из-за расставания с актрисой Виолеттой Напьерской, или переживания из-за развода с Илоной Шмик, в июле 1920 года он узнал, что она подала на развод.

#### Эмиграция в Америку (1920)
Лугоши проделал путь из Германии, через Австрию в портовый город Триест. Хотя когда-то Триест был частью Австро-Венгерской империи, после Первой мировой войны он был аннексирован Италией. Прибыв в город 9 октября 1920 года, Лугоши остановился в отеле Excelsior Palace. Что бы получить место на корабле, он убедил портового служащего по имени Луиджи Коцци помочь ему найти работу моряка. 26 октября 1920 года Лугоши уже работал на судне под названием Grof Tisza Istvan. В судовом журнале указано, что Лугоши был «доставлен или привлечён» из Монфальконе, процветающего центра судостроения, расположенного в 19 милях к северо-западу от Триеста. Предположительно, Лугоши отправился из Триеста в Монфальконе, чтобы присоединиться к команде. Корабль отправлялся в Новый Орлеан, предположительно Лугоши сделал такой выбор корабля исходя из своих ограниченных ресурсов оставшихся у него после развода. К тому же, после бегства из Венгрии он мог не иметь при себе надлежащего удостоверения личности. В 1932 году один из журналов утверждал, что он уехал в Америку без паспорта. Если это правда, то это могло объяснить то, почему Лугоши искал работу на корабле, а не купил обычный пассажирский билет, возможно он полагал, что в качестве моряка ему будет легче скрыться от таможни в Новом Орлеане. Судно отплыло из порта Триест 27 октября 1920 года, всего через день после того, как Лугоши был принят на работу. В общей сложности путешествие из Италии в Америку заняло более пяти недель. Судно приплыло в порт Нового Орлеана 4 декабря 1920 года, хотя изначально должно было прибыть 22 ноября, оно задержалось на 12 дней. Лугоши сказал иммиграционному агенту, что он моряк, родившийся в Румынии. Более десяти лет спустя один журнал утверждал, что Лугоши привлёк к своему делу «нескольких влиятельных соотечественников», что помогло правительству США «не обращать внимания на отсутствие у него документов», правда это или нет, неизвестно.

#### Первая театральная работа в Америке (1921—1922)
Когда Лугоши прибыл в Америку он практически не говорил по-английски. Это заставило его искать работу в первую очередь среди венгерской диаспоры в Нью-Йорке. Он сразу присоединился к венгерско-американской театральной труппе под названием «Современная венгерская сцена» (венг. Modern Magyar Szinpad). Дебютной пьесой для Лугоши в Америке была «Счастье», премьера состоялась 30 января 1921 года. Журналист Золтан Секели писал о том периоде жизни Лугоши:
Бела Лугоши был членом труппы, которая в начале 1920-х годов гастролировала по городам и [небольшим общинам], где жили венгры, и ставила комедию Имре Фольдеса под названием "Hallo". ...Я помню, что в зале было не более двадцати или двадцати пяти зрителей. У актёров не было денег. Иногда после спектакля какой-нибудь зажиточный венгр приглашал членов труппы на ужин. У Лугоши не было даже нормальной одежды, поэтому он ездил в соседний город на следующее представление в том же костюме, в котором был на сцене, в форме гусарского капитана, с маленьким свёртком, подвешенным над обнаженной шпагой. В свёртке [находились] некоторые инструменты для грима, а также кусок сырокопченой колбасы, возможно, спрятанный [там]. Это было все его имущество.
— воспоминания Золтана Секели о первой работе Лугоши в Нью-Йорке
Через несколько недель после премьеры первого спектакля, Лугоши выступил режиссёром и исполнителем главной роли в постановке «Муж молодой леди» (венг. A kisasszony férje). Спектакль дебютировал в театре на Тридцать девятой улице 20 февраля, в качестве благотворительной акции для Гуверовского фонда помощи нуждающимся венгерским детям. В течение весны 1921 года, с Лугоши в качестве актёра и часто в качестве режиссёра, труппа гастролировала с рядом других постановок, часто получая восторженные отзывы критиков. Лугоши прекратил свое сотрудничество с «Современной венгерской сценой», вероятно, после завершения апрельских гастролей 1921 года в Янгстауне, штат Огайо, но, возможно, и позже, поскольку есть сведения, что он мог выступать с труппой в июне. После лета 1921 года Лугоши продолжал участвовать в венгерско-американских театральных постановках с другими труппами.
Уже весной 1921 года Лугоши выступил в качестве режиссёра пьесы «Лилиом», в спектакле одну из ролей исполнил Эгон Бречер, который вместе с Лугоши сыграет в фильмах «Чёрный кот» (1934) и «Знак вампира» (1935). Постановка была на венгерском языке, в каких городах она шла и сколько было представлений неизвестно. 7 сентября 1921 года Лугоши поженился на венгерской актрисе Илоне Монтаг. В середине января 1922 года Лугоши сыграл в спектакле «Моя королева, я умру за тебя» (венг. Királynőm, meghalok érted), критики положительно отнеслись к его игре. Далее он выступил продюсером, режиссёром и исполнителем главной роли в популярной пьесе Лайоша Биро «Жёлтые лилии» (венг. A Sárga Liliom) в Нью-Йорке в начале января 1922 года. Далее последовала постановка «Гетто» Германа Гейерманса. Каждый раз критики хвалили как саму постановку, так и игру Лугоши. Из всех пьес Лугоши, поставленных им в Америке на венгерском языке, самая важная появилась в апреле 1922 года, когда он выступил продюсером, режиссёром и исполнителем главной роли в версии классической пьесы Имре Мадача 1861 года «Трагедия человека» (венг. Az ember tragédiája). К 1922 году Лугоши хорошо знал пьесу, он играл в ней ещё 13 февраля 1903 года, а его первое исполнение главной роли в ней состоялось 29 ноября 1908, во время его пребывания в Дебрецене. «Трагедия человека» была одной из самых любимых пьес у венгерской публики и постановка Лугоши видимо была первой постановкой пьесы в Америке. Премьера пьесы состоялась в нью-йоркском театре «Лексингтон» 8 апреля 1922 года. Критики восторженно отзывались о постановке и писали, что «этот спектакль стал настоящим культурным событием и большой художественной сенсацией в жизни американских венгров, и Лугоши должен гордиться тем, что это событие связано с его именем». Они восторженно отзывались как о его режиссёрской, так и о актёрской игре.
Осенью 1922 года Лугоши основал компанию Lugossy Film, которая специализировалась на показе венгерских фильмов в Америке. Компания просуществовала не долго, проведя всего два показа, которые сопровождались небольшими театральными номерами с участием самого Лугоши и других актёров. Первый раз был показан фильм «Искатель женских сердец» 8 октября 1922 года, а второй раз «Женщина в траурном платье».

#### «Красный мак» и изучение английского языка (1922—1923)

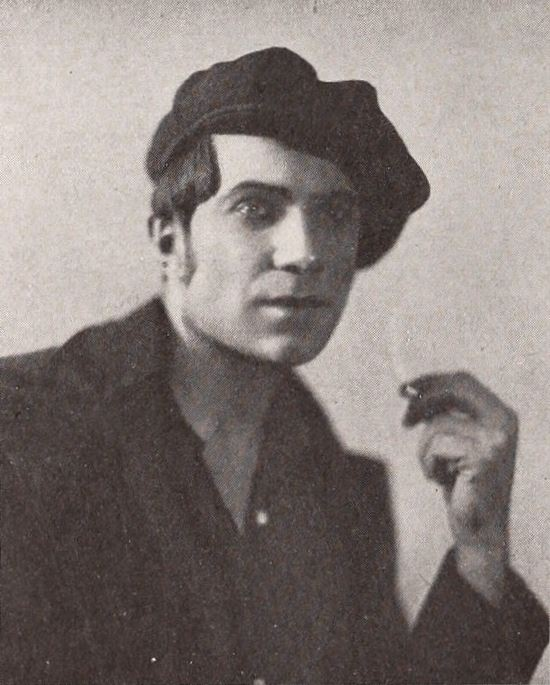
Бела Лугоши в постановке «Красный мак» 1922 года.

Продюсер Генри Барон купил права на постановку пьесы «Мой мужчина» (фр. Mon Homme) в Америке. Он адаптировал пьесу на английский язык и переименовал её в «Красный мак». На главную женскую роль сразу была приглашена Эстель Уинвуд, а главную мужскую роль предложили Беле Лугоши. В 1925 году Лугоши вспоминал, что благодаря его роли в «Трагедия человека», на него обратил внимание рекламный агент Нельсон Лингард и уже он предложил Барону взять Лугоши в «Красный мак». «Это будет первая попытка мистера Лугоши сыграть роль на английском языке», — писала одна из газет. На подготовку к роли ему дали четыре месяца, а его первая встреча с Бароном проходила на немецком языке. Позже Лугоши рассказывал, что влюбился в англоговорящую женщину, которая помогала ему с изучением языка. В другом интервью Лугоши сказал, что снял квартиру в Вашингтон-Хайтс, чтобы сосредоточиться на изучении языка. А как-то вспоминал, что купил словарь и читал газеты. Но после того, как ему утвердили на роль в «Красном маке» он точно, в течение трёх недель занимался с преподавателем языка по имени Артур Любин. Любин впоследствии стал известным голливудским режиссёром и работал с Лугоши над фильмом «Чёрная пятница» (1940). Лугоши также вспоминал, что именно работа над «Красным маком» заставила его «взяться за изучение языка».
27 ноября 1922 года пьеса дебютировала в театре «Аполло» в Атлантик-Сити, штат Нью-Джерси, в первом из серии городов. Постановка получила в основном сдержанные отзывы критиков, но были и восторженные, многие отмечали игру Белы Лугоши, называя её «замечательно энергичной» и «искренним самовыражением». Лугоши всегда с нежностью вспоминал о спектакле. Из-за маленьких кассовых сборов к концу 1922 года постановка была закрыта.

#### Начало работы в американском кино (1923—1925)
«Бесшумная команда» стала первым американским фильмом в карьере Белы Лугоши. Режиссёром фильма выступил Джеймс Гордон Эдвардс. Это был дорогой фильм, для съёмок которого команда вместе с актёрами даже специально ездила в Панаму. Кроме того, с разрешения и при содействии ВМС США съёмки проходили в Панамском канале. Выход фильма сопровождала большая рекламная кампания, которая даже заручилась поддержкой ряда политиков, например Теодор Рузвельт-младший написал хвалебный отзыв после просмотра фильма. В кинотеатрах где показывался фильм выставлялось военно-морское оборудование и предлагали записаться в ВМС США. Мниения критиков о фильме разделились, некоторые восторженно хвалили картину, другие наоборот ругали. Хоть Лугоши и исполнил роль главного злодея, критики практически о нём не писали, но те редкие рецензенты которые упоминали его, были в восторге от его игры. На момент выхода фильма на экраны Лугоши жил в квартире на Фэйрвью-авеню 30, в районе Вашингтон-Хайтс. В начале 1920-х годов в Вашингтон-Хайтс жили деятели различных видов искусства.
В конце 1923 года Бела Лугоши планировал стать англоязычным актёром, для этого он записался на курсы английского языка в Колумбийском университете в Нью-Йорке. В 1924 году продюсер Ирвинг Дэвис предложил ему контракт на должность режиссёра спектакля «Право на мечту». Предположительно, Дэвис считал, что Лугоши обладает достаточной квалификацией, поскольку он ставил в Америке венгерские и немецкие пьесы. Но Дэвис быстро уволил Лугоши, обвинив его в неспособности работать на этой должности. Лугоши подал в суд на Дэвиса за нарушение контракта и потребовал суда присяжных. В мае 1924 года, незадолго до открытия спектакля на Бродвее, суд присяжных принял решение в пользу Дэвиса. Возможно Дэвис уволил Лугоши из-за, что тот недостаточного хорошо знает английский язык. В апреле 1924 года Лугоши поставил спектакль «Фата Моргана» на венгерском языке в нью-йоркском Лицее.
В мае 1924 года у Лугоши появилась возможность сняться в важной англоязычной постановке — трёхактной комедии Рудольфа Лотара «Оборотень», адаптированная с немецкого Глэдис Унгер. 9 мая 1924 года он подписал контракт, его гонорар должен был составить 300 долларов в неделю. Первое представление состоялось менее чем через три недели после подписания контракта, спектакль был поставлен в Стэмфорде, штат Коннектикут, 27 мая 1924 года. Лугоши сыграл свою роль на нескольких представлениях, после чего, по неизвестной причине, его заменил актёр Винсент Серрано, контракт с Лугоши был расторгнут. К февралю 1925 года Лугоши всё меньше старался играть в постановках на родном языке, издание A Hét даже написало, что он настолько «редко появляется перед венгерской публикой, что каждое его выступление — настоящее событие…».

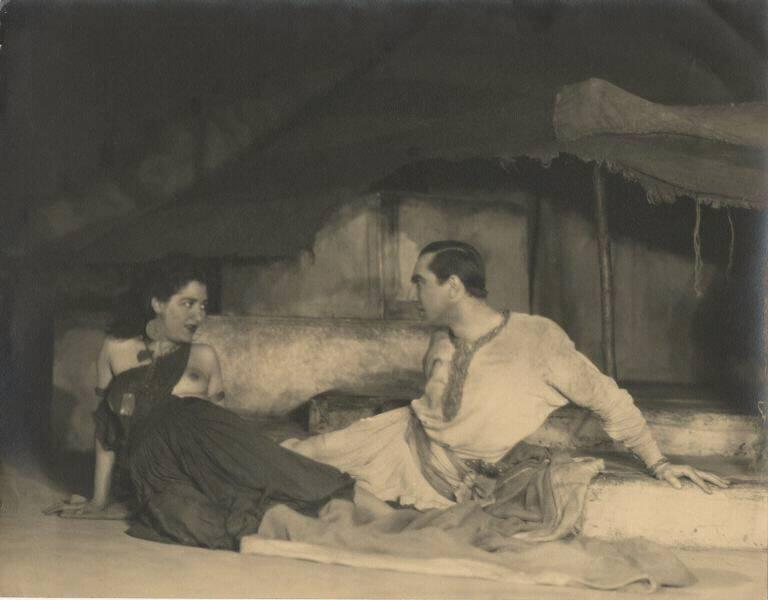
Бела Лугоши и Гортензия Олден в постановке «Арабеска»

В течение 1924 и 1925 годов Лугоши снялся в трёх художественных фильмах. Все они были сняты на Восточном побережье. В мае 1924 года вышел фильм «Отвергнутая женщина», в нём Лугоши сыграл роль второго плана, отвергнутого любовника главной героини. Весной 1925 года вышел фильм «Дочери, которые платят» в котором Лугоши исполнил роль главаря русской шпионской организации. А сразу после завершения работы над этим фильмом он снялся в картине «Полуночная девица» (1925).

#### Первые появления на Бродвее (1925—1927)
В течение 1925 года Лугоши помимо съёмок в кино, также играл и в театре, одним из самых крупных спектаклей этого времени была бродвейская пьеса «Арабеска» (англ. Arabesque), написанная Клойдом Хедом и Юнис Тидженс, с музыкой Рут Уайт Уорфилд. Норман Бел Геддес выступил в качестве сценографа и режиссёра. Главные роли исполнили Лугоши и Гортензия Олден, в роли шейха Хаммама и Лайлы соответственно. По сюжету постановки Лайла соблазняет шейха Хаммама, который ради культурной политики обручается с М’на (Сара Сотерн). Ещё больше проблем возникает, когда Ахмед Бен Тахар (Кертис Кукси) хочет, чтобы М’на стала его собственной женой. В ходе последующего соперничества Ахмед завоёвывает расположение прекрасной М’на. Всё это разворачивается на фоне сорока ролей, каждая из которых имеет диалоги и около шестидесяти дополнительных ролей. Критики высоко отзывались о декорациях постановки, которые изменялись быстро, без необходимости закрывать занавес. Как описывала газета New York Herald-Tribune, «эти изменения происходят за счёт затемнения сцены… и по мере того, как окно заменяется дверным проёмом, а экстерьер растворяется в интерьере, персонажи продолжают говорить». Яркое, красочное освещение подчёркивало сменяющие друг друга сцены, создавая одновременно экзотическую и эротическую атмосферу. Репетиции длились пять недель, на одну больше, чем планировалось, и Геддесу помогали четыре помощника режиссёра. Всё это время диалоги персонажей переписывались, Лугоши и Сара Сотерн «пытаясь помочь», лоббировали улучшение своих персонажей. 5 октября 1925 года «Арабеска» вышел на пробные представления в Буффало, штат Нью-Йорк. Критики были сдержанны в своих похвалах. После закрытия постановки в Буффало 10 октября 1925 года, труппа переехала в театр Wieting в Сиракьюсе, там постановка шла с 12 по 14 октября. Отзывы были самыми разными. На Бродвее пьеса дебютировала 20 октября, но долго не продержалась, отзывы критиков в большинстве своём были негативными, а билеты слабо раскупались. Многие хвалили декорации и актёров, но возмущались откровенным содержанием постановки, работу Лугоши отмечали исключительно в положительном ключе. «Арабеска» закрылась 7 ноября 1925 года после 23 представлений в Нью-Йорке.
Второй бродвейской постановкой в карьере Лугоши стала «Открытый дом» (англ. Open House). По сюжету стальной магнат Ллойд Беллами (Рэмси Уоллес) уговаривает свою жену Эжени (Хелен Маккеллар) помочь его бизнесу; она должна «очаровать мужчин, у которых он ищет заказы». Но в какой-то момент появляется Сергий Чернов (Бела Лугоши), русский, который не только делает крупный заказ на сталь, но и влюбляется в Эжени. Однако к тому времени она уже обратила своё внимание на другого бизнесмена. Нью-Йоркский адвокат Сэмюэл Раскин Голдинг написал и поставил «Открытый дом». Первый раз пьесу продемонстрировали 22 октября 1925 года, но Лугоши присоединился к труппе только к декабрю, в частности из-за того, что до 7 ноября был занят в «Арабеске». Практически всем критикам пьеса не понравилась, но некоторые отмечали хорошую игру Лугоши. С каждой неделей постановка приносила всё меньше прибыли и в итоге была закрыта в январе 1926 года после 73 представлений в Нью-Йорке. Но к этому времени Лугоши уже был узнаваемой звездой Бродвея.
Лугоши не выступал на венгерско-американской публике до 14 апреля 1926 года, когда он дал радиоинтервью на радиостанции WGBS в Нью-Йорке. Это было первое задокументированное выступление Лугоши на радио. Больше Лугоши никогда не играл ни в какой постановке на венгерском языке, он начал строить исключительно англоязычную карьеру.
29 декабря 1926 состоялась Бродвейская премьера следующей постановки с участием Лугоши, «Дьявол в сыре» (англ. The Devil in the Cheese) драматурга Тома Кашинга. Лугоши играл отца Петроса, который убеждает археолога Куигли (Роберт Макуэйд) провести раскопки вблизи старого греческого монастыря. Куигли берёт с собой свою дочь Голдину (Линда Уоткинс), чтобы уберечь её от ухажера по имени Джимми Чард (Фредрик Марч). Обнаружив и съев древний, «мумифицированный» кусок сыра «Пармезан», Куигли видит безумный сон, в котором он буквально проникает в голову своей дочери. Друга Куингли играл Дуайт Фрай, с которым Лугоши позже сыграл в «Дракуле» (1931). Критикам пьеса скорее не понравилась, как и с предыдущими бродвейскими постановками игра самого Лугоши получила куда большую похвалу, чем вся постановка в целом. Но благодаря рекламе на радио зрительский интерес к постановке возрос, Фрай даже говорил, что это самая долгоиграющая пьеса в его карьере. 14 мая 1927 после 157 представлений в Нью-Йорке спектакль неожиданно закрылся. В итоге «Дьявол в сыре» оказался «промежуточным успехом» перед «Дракулой» в карьере Лугоши в США. Постановка превзошла успех «Открытого дома», «Арабески» и «Красного мака», сделав четвёртую англоязычную пьесу Лугоши (и третью на Бродвее) самой популярной и процветающей из всей этой серии.

#### Работа в кино и дополнительный заработок (1927—1928)
В 1926 году компания Famous Lovers Productions наняла Лугоши для участия в короткометражном фильме под названием «Пунчинелло». Хотя Famous Lovers действительно снимали «Пунчинелло» во второй половине 1926 года, нет никаких записей о том, что он был выпущен в том же году; фильм исчез до осени 1929 года. В 1927 году Лугоши принимал участие в съёмках фильма «Безмолвный свидетель», который так и не вышел на экраны, хотя, по некоторой информации, был закончен. В конце 1927 года Лугоши снялся в фильме «Как обращаться с женщинами», который в настоящее время считается утраченным. В 1928 году на страницах журнала Photoplay появилась реклама Listerine: на фотографии изображена группа людей, среди которых был Лугоши. Возможно, он подрабатывал в качестве модели — либо это был единичный случай.

#### Главная роль в бродвейской постановке «Дракулы»
В 1924 году ирландский актёр и театральный продюсер Гамильтон Дин добился разрешения от вдовы Брэма Стокера Флоренс на постановку спектакля по его роману «Дракула». Дин лично написал сценарий адаптации. Премьера пьесы состоялась в Англии 5 августа 1924 года. Труппа гастролировала по Англии три года, пока в 1927 году, постановку не увидел американский продюсер Хорас Ливерайт. Ливерайт преобретя права на постановку нанял Джона Л. Балдерстона для улучшения текста Дина и придания ему американского окраса. А августе 1927 года на роль графа Дракулы был утверждён Бела Лугоши. Говорили, что театральный продюсер и режиссёр Джон Д. Уильямс порекомендовал Лугоши Ливерайту. Уильямс был «особенно впечатлён выразительными руками Лугоши и тем, как он использовал их, наравне с голосом, при исполнении роли». Лугоши позже вспоминал: «Именно мои руки принесли мне роль Дракулы на сцене». Перед тем как представить постановку на Бродвее, Ливерайт провёл 16 представлений в Нью-Хейвене, Хартфорде, Нью-Лондоне, Стэмфорде и Асбери-Парк. 5 октября 1927 года на Бродвее в театре «Фултон» состоялась премьера пьесы «Дракула». Говорили, что Ливерайт потратил на рекламу «Дракулы» на шестьдесят-семьдесят процентов больше денег, чем продюсеры на среднюю немузыкальную бродвейскую пьесу.
Постановка на Бродвее шла 33 недели, в течение сезона 1927—1928 годов. Пьеса была поставлена 282 раза. С самого начала и до последнего представления постановка собирала неплохую кассу, зарабатывая в неделю примерно 12 тысяч долларов.
Ещё 5 апреля 1928 года Лугоши заявил о своем намерении стать американским гражданином. В то время он жил в Нью-Йорке, но, возможно уже тогда, для следующего этапа своей карьеры, связанного с Голливудом, он рассматривал Калифорнию.
В 1929 году, когда других ролей в фильмах не было, Лугоши вернулся на сцену в роли Дракулы для короткого тура на Западном побережье. Лугоши остался в Калифорнии, где он возобновил свою работу в кино по контракту с Fox, часто появляясь в эпизодических ролях с малым количеством реплик. Он также продолжал лоббировать свою роль в киноверсии «Дракулы».
Значительный коммерческий успех постановки привлёк к ней внимание киностудии Universal Pictures, которая к 1930 году сумела собрать пакет авторских прав, необходимых для осуществления экранизации, и начала работать над фильмом. Несмотря на признание критиков, Лугоши не был первым выбором Universal, главная роль была закреплена за Лоном Чейни, однако тот умер от рака и проект едва не был закрыт. Когда было решено продолжить работу над фильмом, студия пригласила в режиссёрское кресло Тода Браунинга, а главную роль закрепили за Лугоши. Понимая, что участие в этом фильме открывает перед ним широчайшие перспективы, Бела подошёл к работе очень ответственно, сутками работал над образом и, в итоге, сыграл Дракулу блистательно не только в части пластики, которая была отработана в театре, но и на крупных планах. Он практически отказался от грима и создал классический образ вампира-аристократа, которого светскость не делает менее чудовищным.

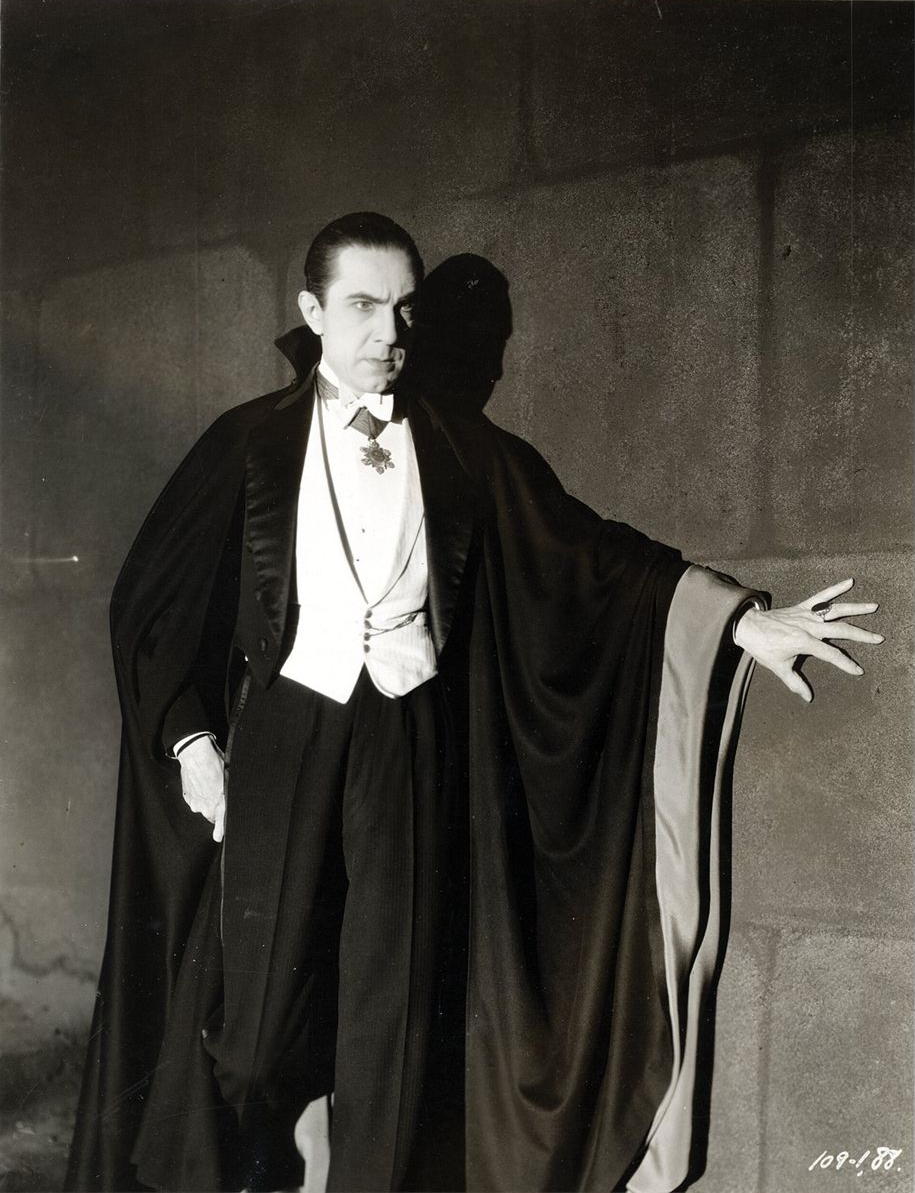
Лугоши в роли Дракулы, 1931 г.

«Дракула» вышел на экраны в феврале 1931 года и пользовался грандиозным успехом у зрителей, выдержав несколько повторных релизов. Его успех не только позволил сделать впоследствии несколько тематических продолжений, но и открыл дорогу целой волне фильмов ужасов. Бела Лугоши получил постоянный контракт со студией Universal, которая хотела сделать из него «второго Лона Чейни» и тут же предложила сняться в роли Чудовища во «Франкенштейне». Пробы был успешными, однако Лугоши это предложение отверг, так как роль была без слов, что лишало его выразительных возможностей, и он не хотел играть в тяжёлом гриме; по другой, более правдоподобной, версии, его кандидатуру отверг сам режиссёр Джеймс Уэйл, вообще очень щепетильно подбиравший актёров. В итоге роль досталась Борису Карлоффу, который впоследствии неоднократно был партнёром Лугоши на съёмочной площадке. Сам Лугоши, по словам Кэролл Борленд, с сожалением относился к упущенной роли, однако был доволен, что Карлофф не играет роли Дракулы.

### Дальнейшая карьера
После «Дракулы» Лугоши стал регулярно сниматься в жанровых фильмах — обычно ему доставались роли злодеев. Таковы Доктор Миракл в «Убийстве на улице Морг» (1932), Легендре в «Белом зомби» (1932), Роксор в «Маге Чанду» (Chandu the Magician, 1932) и так далее. Лугоши также сыграл Говорящего Закон в «Острове потерянных душ» (Island of Lost Souls, 1933), экранизации романа Герберта Уэллса «Остров доктора Моро». В фильме «Чёрный кот» (1934) он играл роль доктора Вердегаста, который не является злодеем, но одержим жаждой мести. Затем он практически точно повторяет свой же рисунок роли вампира в «Знаке вампира» (1935). Роли в фильме «Ворон» (1935) и фильме «Невидимый луч» (The Invisible Ray, 1936) укрепляют его репутацию жанрового актёра.
За съёмки в фильме «Белый зомби», где Лугоши нередко подменял режиссёра, он получил тысячу (по другим сведения 5000) долларов, в то время как сам фильм стоил студии Universal 100 тысяч долларов. Но в прокате картина собрала более 8 миллионов.
В 1933 году Лугоши женился на Лилиан Арч, которая через пять лет родила ему сына, Белу-младшего. В фильме «Чёрный кот» Лугоши впервые снялся вместе с Борисом Карлоффом. Ральф Беллами, знавший обоих актёров по совместной работе, отмечал: «Между Лугоши и Карлоффом было нечто вроде здорового соревнования — они не пытались выяснить чей талант и мастерство лучше. Скорее, они понимали, что олицетворяют сам жанр хоррора как таковой». Сара Карлофф и Бела Лугоши-младший свидетельствовали в интервью программе «100 лет ужаса», что их отцы никогда не отзывались друг о друге пренебрежительно.
Выделяется очень яркая и богатая по выразительным средствам роль злобного горбуна Игоря, которую Лугоши сыграл в фильмах «Сын Франкенштейна» (1939) и «Призрак Франкенштейна» (1942). Чтобы получить роль в фильме «Сын Франкенштейна», ему пришлось умолять об этом создателей фильма. Став в 1937 году отцом, актёр испытывал острую нехватку денег, хотя сын Лугоши с теплотой отмечал в интервью, что отец всегда достаточно обеспечивал семью, и они не бедствовали. За эту роль, первоначально требовавшую неделю съёмочного времени, он получил всего 500 долларов. Режиссёр Роуленд Ли, узнав о том, как отнеслись к актёру, разозлился на продюсеров и расширил роль Игоря, что соответственно потребовало увеличить ему зарплату. Он также сыграл (всё-таки) Чудовище Франкенштейна в фильме «Франкенштейн встречает человека-волка» (1943).
История карьерного упадка Лугоши очень точно отражала деградацию и самодискредитацию жанра ужасов как такового в американском кинематографе на протяжении военных 1939—1945 гг. Коммерческий подход студий, нацеленный на максимальную эксплуатацию образов при минимальных затратах, усугублённый цензурой, привёл к тому, что за 1930-е годы фильмы ужасов быстро скатились из жанра драмы с элементами фантастики в разряд В-муви и стали набором штампов и нагромождением повторений, в которые ни режиссёры, ни продюсеры (за очень небольшим исключением, как Вэл Льютон) даже не пытались привнести хоть чего то нового или необычного, смысловой или эмоциональной глубины. В конце концов сами зрители перестали воспринимать монстров сколько-нибудь серьёзно. Понимая, что их персонажи становятся «ходящим реквизитом», другие звезды фильмов ужасов 30-х старались вырваться из амплуа — вознёсшиеся на волне первых хитов Клод Рейнс, Фредрик Марч, Борис Карлофф смогли удержаться на высоком уровне, сохранив непривычную для актёров эпохи классического Голливуда самостоятельность, отказываясь от ролей, которые были по их мнению откровенно нелепыми, хотя преимущественно играли негодяев в исторических фильмах, триллерах, боевиках и фантастических картинах. Больной ишиазом Лугоши был не в состоянии блеснуть своей разносторонностью и чувством юмора, особенно в обстановке все более натягивающихся отношений с руководством студии «Юнивёрсал». Так, роль Лоуренса Тальбота изначально рассматривавшаяся как поощрение за «Сына Франкенштейна» отошла к более молодому Лону Чейни-младшему, а роль его отца — Клоду Рейнсу. Ещё хуже дело обстояло с прославившей актёра ролью Дракулы — в линейке ремейков классических фильмов ужасов Юнивёрсал этот образ был передан Джону Керрадайну в картинах «Дом Франкенштейна» (1944) и «Дом Дракулы» (1945). Причиной такого пренебрежительного отношения к Лугоши некоторые знавшие его коллеги-актёры (в том числе Борис Карлофф) считали чрезвычайно не нравившийся американским зрителям венгерский акцент, от которого актёр несмотря на усилия не смог избавиться, кроме того продюсеров не устраивал значительный возраст — роль с налётом соблазнителя своих жертв казалась неуместной в исполнении 62-летнего Лугоши. Меньшие студии «Коламбия», «RKO», «Монограмм» старались привлечь его к работе на главные роли в мало-мальски приличные картины, среди которых выделяется ещё одна совместная с Карлоффом работа «Похититель тел» (1945), срежиссированного Робертом Уайзом и спродюсированная Вэлом Льютоном. Но в большинстве случаев в 1940-х Лугоши оказался отодвинут на роли в откровенно второсортных и пародийных фильмах, которые если и представляют хоть какой то интерес, то только из-за его участия. Всё чаще оставаясь без работы, а от сыгранных ролей не получая ни творческой, ни финансовой отдачи, Лугоши во второй половине 1940-х годов начинает чаще болеть, а возрастающая зависимость от лекарств приводит к тому, что он становится морфинистом, пристрастившись к болеутоляющим средствам. В этот период ему изредка достаются малозначительные роли, единственное хоть сколько-нибудь заметное исключение — роль Дракулы в пародийной комедии «Эбботт и Костелло встречают Франкенштейна» (1948).

### Работа с Эдом Вудом

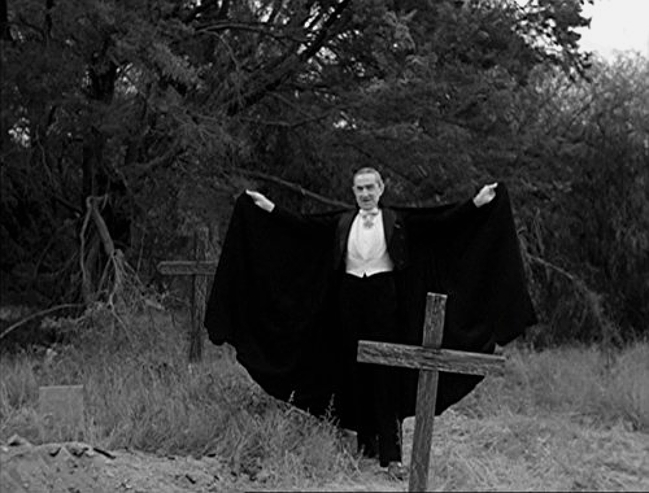
Последняя роль Лугоши в фильме «План 9 из открытого космоса»

В 1950-х годах Лугоши снялся в нескольких фильмах — «Глен или Гленда» (1953), «Невеста монстра» (1955), — режиссёра Эда Вуда, который был горячим поклонником его прежних ролей и стал агентом актёра. Гонорар, полученный Лугоши за участие в этих фильмах, помог ему победить зависимость от морфия, и он решил вернуться к работе в большом кино, успев недолго поработать на телевидении в телеспектакле «Дракулы» для NBS. Его возвращение знаменовала небольшая роль в фильме «Чёрный сон» — по иронии судьбы, роль была без текста, и она же стала его последней ролью. Вуд старался организовать Лугоши место в телепрограмме местного Лос-анджелесского вещания «Театр Шока», где Лугоши должен был вести киноведческий обзор старых фильмов и мог бы при этом рассказать о собственных картинах, что в период телевизионного бума 1950-х было очень перспективно для него как для актёра, так и для Вуда-режиссёра — так, Борис Карлофф работавший в конце 1940-х — начале 1950-х преимущественно на радио и телевидении смог попробовать себя в различных жанрах (в том числе комедийном) и вернуться в кино, где успешно снимался почти десять лет, успев поработать с Роджером Корманом и Марио Бавой. Лугоши собирался сняться в фильме «План 9 из открытого космоса», но закончить работу не успел — он умер, когда было снято всего около 10 минут фильма, через неделю после подписания контракта с телестудией. Однако его можно видеть в нескольких сценах.

### Смерть
Бела Лугоши умер 16 августа 1956 года от сердечного приступа. Согласно воле его родных, он был похоронен на кладбище Святого Креста в одном из хранившихся в семье театральных костюмов Дракулы. В 1964 году, на панихиде Петера Лорре, Винсент Прайс рассказал, что когда они вместе были на похоронах Лугоши, Лорре сказал ему: «Как думаешь — может, стоит забить ему в грудь кол на всякий случай?». Прайс заметил, что Лорре так мрачно пошутил, чтобы побороть скорбь по коллеге и другу.
У актёра было четверо внуков и шесть правнуков, хотя он так и не дожил до встречи ни с одним из них.

## Личная жизнь
Расцвет театральной карьеры Лугоши пришёлся на 1910—1911 годы, тогда он выступал с театральной труппой в венгерском городе Сегеде. Его популярность была настолько высока, что местные театральные издания называли его самым популярным актёром города. Даже в рецензиях на спектакли с Лугоши, критики отмечали большой интерес женской аудитории к его персоне. В одной из местных газет даже отдельно опубликовали восторженные отзывы их читательниц о Лугоши. В одном из источников в 1932 году утверждалось, что Лугоши дрался на семнадцати дуэлях с «как говорят, с ревнивыми мужьями». Роберт Шомер вспоминал, как Лугоши рассказывал, что он дрался на одиннадцати дуэлях в Венгрии, добавляя: «Единственная причина, как мне сказали, по которой вы дрались на дуэли, это если вас застали в чьей-то спальне с чужой женой». Некоторые из дуэлей могли состояться в Сегеде, где он действительно был «романтическим героем, как на сцене, так и вне её».
О том периоде жизни Лугоши, когда он выступал в Будапеште в 1910-х годах вспоминала актриса Оли Соколай: «Это был Бела Лугоши, в Национальном театре. Мне было всего 12 лет, но я, несомненно, была влюблена в него. Я играла роль девушки-рабыни, которая была его любовницей, и вы можете себе представить, как хорошо я играла эту роль. Я даже хотела спрыгнуть со второго этажа. Ради него. Это продолжалось в течение месяца. После этого я ни в кого не влюблялась. Наоборот, с того времени люди влюблялись в меня». Критики также писали о его влиянии на женскую аудиторию.

### Брак с Илоной Шмик

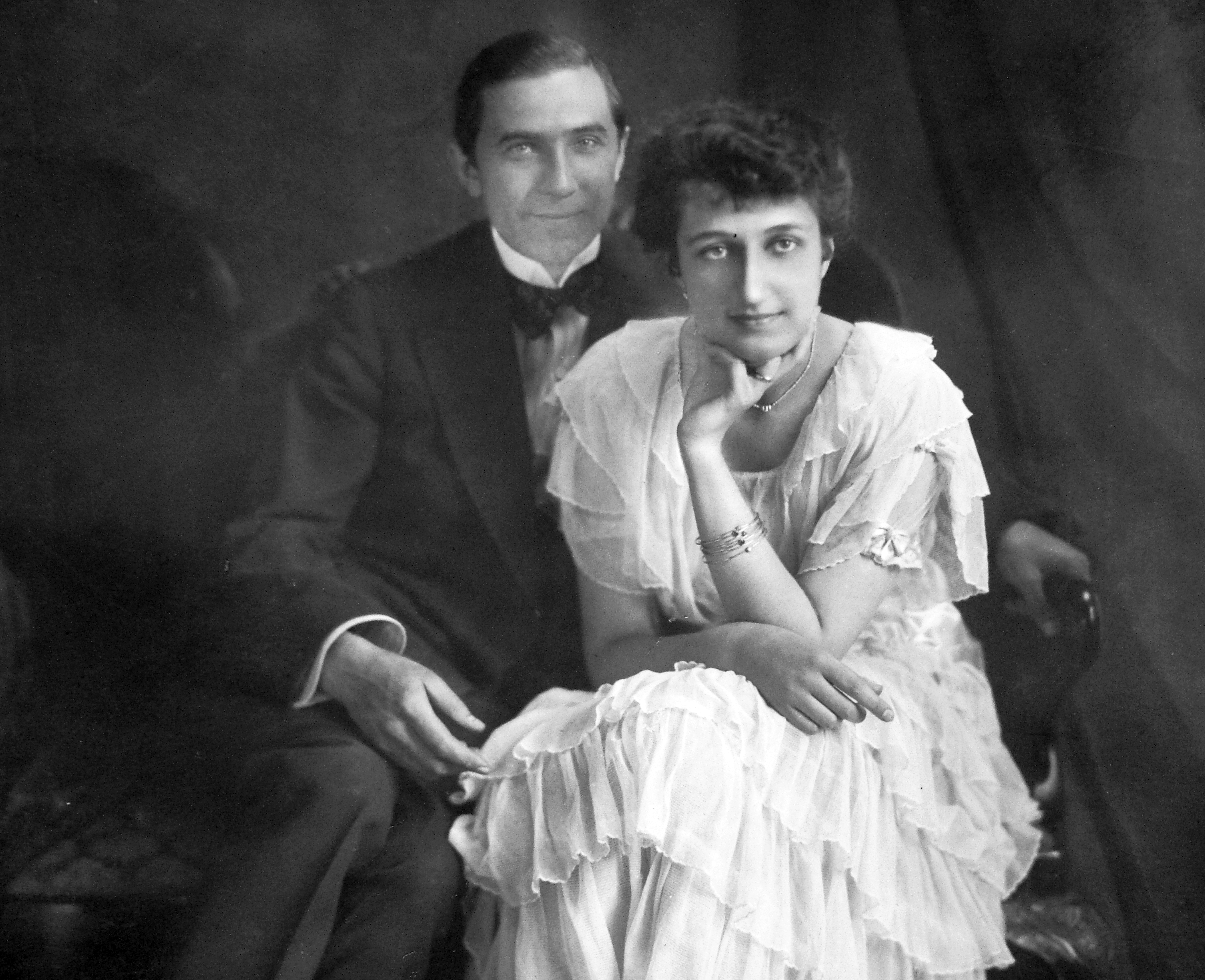
Свадебное фото Белы Лугоши и Илоны Шмик.

В конце 1916 года Лугоши влюбился в Илону Шмик. Родители Шмик не принадлежали к высшему классу с экономической точки зрения, но они были очень хорошо устроены. Её отец Лайош был банковским адвокатом; его собственный отец был инспектором шахты. Лайош был дважды женат, его первая жена умерла в молодом возрасте. Его вторая жена, Илона Фойгт, была из очень старой и знатной венгерской семьи. Тринадцать лет разделяли их возраст, и в течение первых семнадцати лет брака у них не было детей. Все изменилось в 1898 году, когда Лайошу было 50 лет, а Илоне 37: родилась их дочь Илона. В детстве у Илоны было всё, она имела много кукол и различных игрушек. Она посещала престижную протестантскую школу для девочек, изучала французский и немецкий языки, а также фортепиано и вокал. К шестнадцати годам Илона бросила школу, желая увидеть мир. Её родители согласились. Она путешествовала, но затем вернулась в Будапешт. Она встретилась с Лугоши на балу. Они быстро полюбили друг друга. «Очень большая любовь, очень большая любовь для них обоих. Самая большая», — говорила внучка Илоны Ноэми Сали. 25 июня 1917 года они поженились в католической церкви Святой Анны на площади Баттьяни в Буде. Лугоши было почти 35 лет, а Илоне 19. Родители Илоны не были довольны их браком, так как отец рассчитывал, что его дочь выйдет замуж за человека из высшего общества. Лайош знал, как сильно женщины из аудитории театра любят Лугоши, и до него доходили слухи о его романах.
Позже Лугоши вспоминал о своём первом браке: «Мы были счастливы. Два человека не могли быть более счастливы. Я вернулся к своей работе с новым энтузиазмом, и критики были очень щедры на похвалы. Моё будущее казалось обеспеченным, и я любил Илону так же, как она любила меня. Мы начали думать о детях». После возвращения из медового месяца в Опатии молодожёны поселились в отдельной квартире в большом доме Лайоша Шмика на улице Баттяны 1. В 1918 году родители Илоны подарили ей дом, принадлежавший им в VII районе Будапешта, на пештской стороне Дуная, рядом с городским парком. По условиям договора Лугоши не имел никаких прав на владение домом. Постепенно домашняя жизнь Лугоши становилась напряжённой. То, что он начал вращаться в коммунистических кругах, разочаровало Шмиков. В 1919 году, после революции и в дальнейшем падения режима Куна семья Лугоши бежала из страны в Вену. В скором времени родители Илоны уговорили её вернуться домой, а Бела остался в Австрии. Лугоши утверждал, что писал ей многочисленные письма «каждые два дня», но никогда не получал ответа. Родители Илоны не передали ей эти письма. Первое слушание о разводе состоялось в Пятом окружном суде Будапешта 17 июля 1920 года, спустя много месяцев после возвращения Илоны из Вены. Дополнительное заявление было подано 9 октября 1920 года, а окончательное слушание состоялось в ноябре того же года. Брак официально был расторгнут 22 ноября 1920 года.
Возможно в Вене у Лугоши был роман вскоре после того, как Илона покинула его; наследники женщины из Вены по имени Труди однажды выставили на аукцион рюмки для ликёра, которые Лугоши якобы подарил ей.
Примерно в 1920 году Лугоши был влюблён в немецкую актрису Виолетту Напьерскую. У них был бурный роман, заметный даже на экране. Один из кинокритиков в своей рецензии на фильм «Танец на вулкане» написал: «Г-жа Напьерская и г-н Лугоши должны избегать столь чрезмерного разглядывания друг друга». Они вместе снялись в четырёх фильмах, сохранились стихи которые Лугоши писал Напьерской, но долго их отношения не продлились.

### Брак с Илоной Монтаг

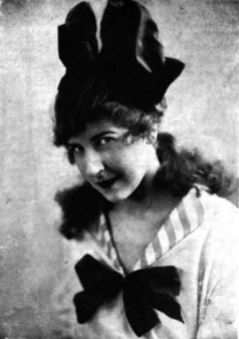
Илона Монтаг. 1917 год.

Илона Монтаг была родом из Венгрии, родилась в декабре 1899 года. На момент её знакомства с Лугоши её рост был 175 сантиметров, у неё были чёрные волосы и тёмные глаза. С самого детства Монтаг хотела стать актрисой, сначала она играла в театре, а примерно в 1916 году впервые снялась в кино, известно о по меньшей мере двух венгерских фильмах с её участием: «Брак в Липотвароше» (1916) и «Грабители графини» (1916). Позже Монтаг играла и снималась в Германии. Она была довольно успешной и знаменитой актрисой своего времени, не известно пересекались ли они с Лугоши в Европе, до эмиграции в Америку, но вполне вероятно, что точно слышали друг о друге. Когда Монтаг был 21 год, 6 января 1921 года она приехала в Америку. Сотрудник иммиграционной службы США записал, что Густав Амберг, который регулярно ставил немецкие оперы для американской публики, оплатил проезд Монтаг. Первое время она жила в доме друга Амберга Юлиуса Кесслера, венгра, сделавшего состояние на производстве виски. После введения сухого закона Кесслер посвятил своё время филантропии. Предположительно, Амберг знал об успехе Монтаг в Берлине и хотел представить её американской публике, а также, судя по всему, и в Канаде, поскольку есть сообщение, что она появилась на сцене в Оттаве в начале февраля 1921 года. Но планам Амберга пришёл конец, когда он умер 23 мая 1921 года. Монтаг познакомилась с Лугоши, когда они вместе участвовали в постановке «Муж молодой дамы» (венг. Kisasszony ferje), премьера была на Тридцать девятой улице 20 февраля 1921 года. В Америке Монтаг ложно утверждала, что родилась в «одной из самых аристократических семей Будапешта». Она стала называть себя «графиней» и обычно произносила своё имя с дворянской частицей — Илона фон Монтаг.
Роман Лугоши с Монтаг, вероятно, начался, когда они вместе играли в пьесе «Муж молодой дамы». Один журналист утверждал: «Это был спонтанный, пылкий роман, в котором любовь к их общему искусству и друг к другу были едины». Они поженились 7 сентября 1921 года. Спустя годы Лугоши вспоминал, что брак длился четырнадцать дней. Монтаг утверждала, что это были «два месяца скуки». Возможно, прошло ещё больше времени, прежде чем супруги расстались. Лугоши надеялся, что Монтаг родит ему ребёнка. «Я хотел иметь жену, которая будет хранить покой в доме», — вспоминал он. Монтаг же говорила, что он был «идеальным возлюбленным, но плохим мужем, и он во всех отношениях не соответствовал высоким стандартам, которые сам для себя установил». Больше всего ей не нравилась его ревность. С ноября 1921 года Монтаг начала появляться в постановках без Лугоши, предположительно из-за разрыва отношений. Возможно, в 1922 году они на некоторое время помирились. В апреле того же года они выступили вместе в постановке «Трагедия человека», всего месяц спустя в прессе написали, что Монтаг покидает Америку, что бы возобновить карьеру в Париже, но этого не произошло.
По словам Монтаг это она бросила Лугоши. Она утверждала, что он начал странно себя вести, например похитил её собаку Флеретту, для того, что бы вернуть её в обмен на их с ним разговор. А сразу после этого, кто-то начал ей названивать и угрожать не разбивать сердце возлюбленному. Однажды якобы загримированный Лугоши напал на неё на улице и выдавая себя за другого человека уговаривал её вернуть мужа. Монтаг подала иск о разводе 24 октября 1924 года. Она обвиняла Лугоши в измене. Развод завершился 13 февраля 1925 года. Скорее всего придумка об измене Лугоши была лишь формальностью, на которую согласились обе стороны, чтобы получить развод. Позже в 1935 году Монтаг была арестована вместе со своей подругой за кражу четырёх платьев из магазина. Больше о Монтаг ничего не было слышно в Соединённых Штатах. Были слухи, что она провела время в психиатрической клинике. Также говорили, что она вернулась в Венгрию; даже Лугоши считал это правдой. Имя Илона Монтаг действительно встречается в венгерских регистрационных документах избирателей 1945 года, где она отмечена как «домохозяйка», замужем за неким Гезане Чанаком. Возможно, это она, а возможно, и нет.
В 1929 году Лугоши женился на богатой жительнице Сан-Франциско Беатрис Вудрафф Уикс (1897—1931), вдове архитектора Чарльза Питера Уикса. Уикс в тот же год подала на развод 4 ноября 1929 года, аналогично обвинив Лугоши в неверности (разлучницей Уикс назвала Клару Боу). Развод официально завершился 9 декабря 1929 года, а через 17 месяцев 34-летняя Уикс умерла от алкоголизма во Флориде. Лугоши из её состояния так ничего и не получил.
26 июня 1931 года Лугоши стал натурализованным гражданином США.
В 1933 году 51-летний Лугоши женился на живущей в Голливуде соотечественнице, 22-летней Лилиан Арч (1911—1981). 5 января 1938 года у них родился его единственный ребёнок, сын Бела Джордж Лугоши. В 1944 году пара разошлась и окончательно оформила развод 17 июля 1953 года. На этот раз причиной развода стали проблемы с алкоголем Лугоши и его нездоровая ревность к актёру Брайану Донлеви, у которого Арч работала ассистенткой (вскоре после развода Арч вышла за Донлеви). Бела-младший остался с матерью.
В 1955 году Лугоши женился на своей давней поклоннице Хоуп Линингер, которая была моложе него на 37 лет. С ней он и прожил до своей смерти, наступившей примерно год спустя.

## Личность
После своей внезапной популярности после выхода фильма «Дракула» Лугоши начал давать много интервью и часто старался создать ореол мрачности и загадочности вокруг своей фигуры. Например, он рассказал одному журналисту, что в детстве его «обучение проходило на коленях у старой няни, и её страшные истории о призраках и вампирах были интересными сказками на ночь». Он говорил, что местные жители верили в «воскресших существ, способных превращаться в огромных летучих мышей». Как-то раз он говорил, что, как и все молодые люди в тех краях, был до смерти напуган крестьянками-служанками и няньками, которые часами рассказывали о вампирах, злых духах и нежити. В другой раз, противореча своим обычным рассказам о семье, он сказал, что никогда не ложился спать в страхе, потому что «был из бедной венгерской семьи, и нас было слишком много в доме, чтобы оставаться одному или бояться». Лугоши рассказывал, что он никогда не заходил в подвал своей семьи, потому что там было полно летучих мышей. Он видел их и на улице, в сумерках. «В детстве я был очень неуправляемым… Как Джекил и Хайд», — вспоминал Лугоши. Он говорил, что с мальчиками был жестоким и часто дрался, а с девушками «был ягнёнком» и «целовал им руки». «Мне нравилось думать, что в каждом мужчине есть и воин, и любовник», — говорил в одном из интервью Лугоши. В детстве Бела любил играть в индейцев и представлял, будто добывает скальпы, срывая шапки с других детей. Город, где жил маленький Бела, состоял наполовину из венгров, наполовину из румын: «Чтобы показать превосходство венгров, у нас была привычка отбирать шапки у румынских мальчиков… Одно время у меня было 700 шапок румынских мальчиков. Я злорадствовал… Эти трофеи показывали моё превосходство и лидерство». Но скорее всего он сильно преувеличивал свои детские достижения, так как в другом интервью он говорил уже о 1500 шапках собранных им с друзьями за два года. Один из одноклассников вспоминал, что Лугоши был «бойким мальчиком, слабым учеником и довольно неуправляемым». Другой рассказывал, что он «не хотел ни учиться, ни заниматься».
В детстве Лугоши страдал шепелявостью, и какое-то время ему приходилось делать специальные упражнения для языка.
Лугоши участвовал в концертах и постановках в госпиталях в поддержку раненых венгерских ветеранов первой мировой войны. Участвовал в постановке «Дракулы» для американских войск во время Второй мировой войны. Посещал раненых ветеранов войны во время летних выступлений в театре под конец своей карьеры.
Кэролл Борленд, работавшая с Лугоши в театре и в фильме «Знак вампира», в интервью, позднее включенном в программу «100 лет ужаса», с теплотой называла Лугоши очень обаятельным и, по её мнению, весёлым человеком, приковывавшим всё женское внимание на площадке и всегда привносившим в свои роли что-то хорошее. Джон Кэррадайн в интервью, включенном в тот же цикл передач, называл Лугоши очень одарённым актёром, вежливым и спокойным человеком. Сэр Кристофер Ли, сам создавший импозантный образ Дракулы в серии фильмов студии «Хаммер», в интервью программе «100 лет ужаса» (1996) также отметил вклад Лугоши: «Историко-эзотерический вопрос. Кто больше всех сыграл роль Дракулы? Бела Лугоши, Джон Керрадайн или ваш покорный слуга? Ответ, как ни странно, я. Но если попросить кого-нибудь изобразить Дракулу, он не станет подражать Кэррадайну или мне. Нет. И спустя 40 лет после его смерти лицо и голос Бела Лугоши неразрывно связаны с его самой знаменитой ролью»

## Актёрская игра
С самого начала карьеры в театре Лугоши столкнулся с различными актёрскими стилями. «Мейнингенский стиль считался романтическим натурализмом. Московский стиль подчёркивал психологизм. А ещё был стиль венской оперетты — очень консервативный подход к театру и актёрской игре. Однако в моду вошли новые стили — авангардные, такие как те, которые отстаивали Макс Рейнхардт и Пискатор», писал историк кино и биограф Белы Лугоши Гари Родс. Авангардные подходы с их акцентом на физическое движение вдохновили многих венгерских актёров и режиссёров. Все эти стили, считает Родс, повлияли на будущие образы Лугоши. «При просмотре таких разных фильмов, как „Дракула“ (1931), „Белый зомби“ (1932), „Чёрный кот“ (1934), „Ворон“ (1935), „Сын Франкенштейна“ (1939) и „Ниночка“ (1939), можно увидеть, как Лугоши выбирает между натуралистическим, реалистическим и сверхвысокохудожественным актёрскими стилями, усвоенными в юности, тщательно и продуманно приспособленными к конкретным потребностям той или иной роли».
В начале его театральной карьеры критики часто отзывались о нём, как о талантливом актёре в хорошей физической форме. Часто было слышно мнение, что ему не хватает контроля над своим голосом: «он хорошо декламирует, но быстро устаёт» и «он не всегда может управлять своим голосом», писали критики. Другие же критики отмечали его «приятный голос и интеллект». Уже в ранние годы критики предсказывали ему «большое будущее» и писали о том, что за этим актёром нужно будет внимательно следить. В 1909 году один из критиков города Дебрецен писал о нём: «Лугоши вновь и вновь подтверждает наше давнее утверждение, что у этого великого артиста впереди блестящее будущее, и он входит в список самых талантливых и самых выдающихся, настоящих артистов нашего театра».
После переезда Лугоши в Америку уже на первых его выступлениях в 1921 году критики писали, что он не только одарён от рождения, но и обладает знаниями, которые «принадлежат только актёрам, окончившим актёрскую академию и считающими актёрство своим призванием и священной целью своей жизни». Тогда его называли одним из самых популярных и талантливых членов венгерского театра. Когда Лугоши начал сам продюсировать и режиссировать пьесы, в которых играл, критики всегда отзывались о них положительно, а его игрой восхищались. Один из критиков писал: «С такими актёрскими качествами этот актёр имел бы сенсационный успех и на лучшей европейской сцене», его актёрскую игру называли «настоящей» и видели в нём «великого актёра». Часто отмечались «мужество», «энтузиазм» и профессионализм Лугоши во время игры на сцене.
Когда Лугоши уже переехал в США, первое время он очень плохо знал английский язык. Свои первые роли для англоговорящей аудитории он буквально заучивал наизусть. Позже он вспоминал, что ему сначала выдавали сценарий на венгерском языке, он изучал свою роль, «стремясь довести её до совершенства», и после этого, когда «начинал чувствовать себя в ней как дома», концентрировался на английской дикции, «чтобы проговаривать эту роль так, как она должна звучать для американской аудитории». Рецензии критиков на первые англоязычные театральные работы Лугоши были восторженными. Никто из них не писал об акценте, а наоборот, хвалили актёра за энергию, которую он привносит своим появлением в сцене, его работа «достигает артистического триумфа» писала Atlantic City Press. Критик из The Morning Telegraph после просмотра постановки «Красный мак», где Лугоши сыграл свою первую англоязычную роль, написал: «в лице Лугоши американская сцена приобрела одного из величайших актёров, которых Европа когда-либо посылала в эту страну». Уже в 1925 году в одной из рецензий было написано, что Лугоши «добился такого успеха на англоязычной сцене и в кинематографе, который был беспрецедентен для венгерских актёров. Его величественная фигура, великолепный голос, актёрское мастерство и талант ставят его в ряд лучших».

## Политическая деятельность
После возвращения с фронта, во время Первой мировой войны, Лугоши жил в Будапеште, в это время в городе регулярно проходили забастовки и протесты против войны. Война как он считал велась больше для кайзера в Германии и императора в Вене, чем для бедняков Венгрии, Лугоши как раз был родом из рабочего класса. Ноябрьская революция 1918 года положила конец войне и Габсбургам, но не основным проблемам в Венгрии. Вместо этого послевоенный период вверг страну в хаос. И Лугоши хотел что-то с этим сделать. Когда точно и как Лугоши впервые стал заниматься вопросами труда и политикой, остается неясным. В первые годы двадцатого века росло число профсоюзов для каждой профессии, в том числе и для актёров. Один источник утверждает, что Лугоши сыграл важную роль в создании Федерации актёров в 1907 году, чтобы противостоять плохому обращению со стороны руководителей театров в Трансильвании. Возможно, это правда, но никаких известных первичных документов, подтверждающих это, нет. Точно известно, что Лугоши стал активно участвовать в театральной политике в январе 1914 года. А к январю 1917 года он уже был глубоко вовлечён в театральную политику. Ученый Н. Ф. Драйзигер писал о Лугоши: «Его страсть и сочувствие к молодым представителям своей профессии, которым не хватало зарплаты, подтолкнули его к политическим действиям во время послевоенных революций в Венгрии в 1918—1919 годов». Ещё работая в Национальном театре, Лугоши принял активное участие в организации профсоюза. К 2 декабря 1918 года старая Ассоциация актёров была объединена в новую Свободную организацию театральных работников. Лугоши входил в группу, которая считала, что «цели Актёрской ассоциации были слишком малы». Затем он вошёл в комитет из десяти человек, чтобы «созвать срочное собрание заинтересованных сторон» для создания организации, «основанной на классовой борьбе». В письме редактору газеты Pesti Naplo Лугоши попытался объяснить цели новой группы: «Этот союз — не оппозиция, включая тех, кто был недоволен Ассоциацией актёров в [Будапеште], а союз театральных работников со всей страны, которые хотят объединиться под флагом социалистических идей… Я не мог раскрыть своё отношение к этой партии до революции, так как был государственным служащим».
Позже Лугоши говорил, что служил одним из «лейтенантов» Михая Каройи и стал «министром театра» благодаря своим достижениям и «приверженности делу Каройи». В 1931 году один журналист назвал его бывшим «кабинетным министром» в «коротком революционном правительстве» Каройи. Вероятно эти утверждения были преувеличением. Насколько хорошо Лугоши знал Каройи в конце 1918 и начале 1919 года, определить трудно. Но во время Второй мировой войны они вели активную переписку, которая предполагает давнее знакомство, возможно даже дружбу.
21 марта 1919 года в результате революции, образовалась Венгерская советская республика. К власти пришёл Бела Кун, чей политический режим прямо поддерживался Владимиром Лениным, который давал Куну рекомендации и прямые приказы. Многие представители киноиндустрии поддерживали новое правительство. Майкл Корда в своих мемуарах писал: «[Александр Корда и Лайош Биро] оба приняли назначения в Коммунистическую дирекцию киноискусства, созданную при Совете уполномоченных, где к ним присоединился известный актёр из Национального театра… который позже достиг всемирной славы в роли Дракулы…». Уже через десять дней после вступления Куна в должность Лугоши занял важный пост в новом правительстве. То, что он был выбран на эту должность так быстро, говорит о том, что он уже знал многих коммунистов и был согласен с их программой, по крайней мере, в некоторой степени. В конце концов, Лугоши был членом коммунистической партии и, вероятно, был им в период правления Каройи. В свою очередь, Кун должен был быть хорошо осведомлен об успешной профсоюзной деятельности Лугоши, которая казалась ещё более успешной в дни, предшествовавшие революции Куна. В марте 1919 года Лугоши сыграл важную роль в организации марша протеста актёров и других театральных работников. Лугоши возглавил Национальный профсоюз актёров, который был создан 17 марта 1919 года.
На собраниях, состоявшихся 13 и 17 апреля 1919 года, актёры сельских районов Венгрии объединились со своими будапештскими коллегами для создания Венгерского профсоюза актёров. По сообщениям, более 1000 человек, занятых в сельских театральных труппах, присутствовали на собрании, чтобы поддержать его. Во время второго собрания Лугоши предложил, чтобы Рудольф Пайор, делегат от Социалистической партии Венгрии, был утвержден в качестве редактора журнала профсоюза. Затем, 25 апреля, Лугоши направил письмо в Комиссию по народному образованию, в котором объявил о создании нового художественного совета. Таким образом, Лугоши стал ответственным за помощь безработным актёрам в поиске работы.
Будучи главой профсоюза, Лугоши подписал, по крайней мере, один приказ крупного масштаба — указ, запрещавший красноармейцам Куна входить в дома актёров, чтобы конфисковать их одежду. В то время это был очень важный вопрос, поскольку военные отбирали часть гардероба каждого мужчины в Будапеште в пользу уволенных солдат. Вклад Лугоши в решение столь важного вопроса доказывает, что он обладал определённой властью в правительстве. Биограф Лугоши Гари Родс предполагает, что «как человек, лоббировавший права меньшинств, Лугоши, вероятно, презирал правление Куна, хотя и не ушёл в отставку». «Лугоши был членом коммунистической партии и социалистом», — писал Родс. Илона Шмик позже утверждала, что Бела «серьёзно скомпрометировал себя» во время правления Куна.
После переезда в Америку Лугоши избегал привлечения внимания к своей роли в правительстве Белы Куна. Он всё же получил помощь, по крайней мере, от нескольких коллег, надеявшихся очистить его имя. В ноябре 1921 года Первое венгерское литературное общество Нью-Йорка направило иммиграционным властям США письмо, в котором говорилось:
Профсоюз актёров [при режиме Куна] был основан для защиты прав своих членов и не занимался политикой. Деятельностью профсоюза руководили должностные лица, избранные всеми актёрами. Бела Лугоши был платным секретарём и, как таковой, являлся лишь исполнителем решений, принятых руководством. Мы торжественно заявляем, что Бела Лугоши только и делал, что жертвовал своим здоровьем, карьерным ростом и семейной жизнью ради верного служения интересам актёров, за что ему следует выразить признание и благодарность. Ни при каких обстоятельствах ни один из его поступков не опозорил и не причинил вреда венгерскому народу или нации.
— цитата из письма иммиграционным властям США
Это заявление интересно отчасти тем, что в нём минимизировано фактическое положение и власть Лугоши в правительстве Куна. Неизвестно, что побудило Литературное общество написать данное обращение, но возможно за то время, что Бела находился в Америке, кто-то передал американскому правительству негативную информацию о Лугоши, утверждая, что его политическое прошлое делает его нежелательным. Находясь в Америке Лугоши старался держаться от политики как можно дальше и не делать никаких заявлений, вплоть до Второй мировой войны.